# Römerstraßen in der Bresse
Die Römerstraßen in der Bresse bilden am Übergang von der Spätantike zum Frühmittelalter ein recht enges Verbindungsnetz, das im Kern während der Besatzungszeit durch die Römer entstand. Weitere Verfeinerungen entstanden unter der Herrschaft der Merowinger, nicht zuletzt wegen des Salzhandels. Die Salinen von Lons-le-Saunier und Salins wurden in gallo-römischer Zeit intensiv genutzt, das Salz musste in die bevölkerungsreichen Siedlungsgebiete entlang der Saône transportiert werden. Für diese Transportaufgaben war ein Straßennetz notwendig, das in jedem Fall die Bresse durchqueren musste. Eine Schwierigkeit lag insbesondere darin, dass im Gebiet der Bresse das Rohmaterial für den Straßenbau fast vollständig fehlte, so dass streckenweise eine vereinfachte Bauweise angewendet wurde. Auffallend ist die Tatsache, dass eine große Zahl moderner Straßen den alten römischen Trassen folgen.

## Römische Eroberung Galliens
Lange war die Ansicht verbreitet, das Gebiet der Bresse sei im Altertum eine nahezu unbewohnte Gegend gewesen, lediglich bedeckt von Wäldern und Sümpfen, ohne Städte und Dörfer und ohne Fundgegenstände aus dem Altertum. Dabei hat sich schon Caesar lobend über das Gebiet der Sequaner geäußert, es sei das beste von ganz Gallien, womit er sicher die Bresse meinte, die noch heute als eines der fruchtbarsten Gebiete Frankreichs gilt. Zudem tragen heute noch viele Orte keltische Namen (Bouhans, Brenets, Condal, Épervans, Fleyriat, Jouvençon, Lans, Louhans, Ménetreuil, Mervans, Oslon, Savigny, Sens, Verdun).
Zur Zeit der Eroberung Galliens durch Cäsar bestanden kaum Straßen, wenig später begann Marcus Vipsanius Agrippa mit dem Bau von vier großen Verbindungswegen, die von Lyon ausgingen:
- Via Agrippa: Richtung Atlantik über Aquitanien
- Richtung Rhein, via Besançon und die heutigen Départements Ain und Jura
- Richtung Ärmelkanal, via Chalon-sur-Saône, Langres und die Champagne
- Via Agrippa: Richtung Mittelmeer

Tatsächlich führte keine dieser großen Straßen durch die Bresse, hingegen wurden kaum ein Jahrhundert später weitere Erschließungsstraßen erstellt, insbesondere diejenige von Chalon-sur-Saône nach Besançon.

## Übersicht über die Römerstraßen in der Bresse chalonnaise

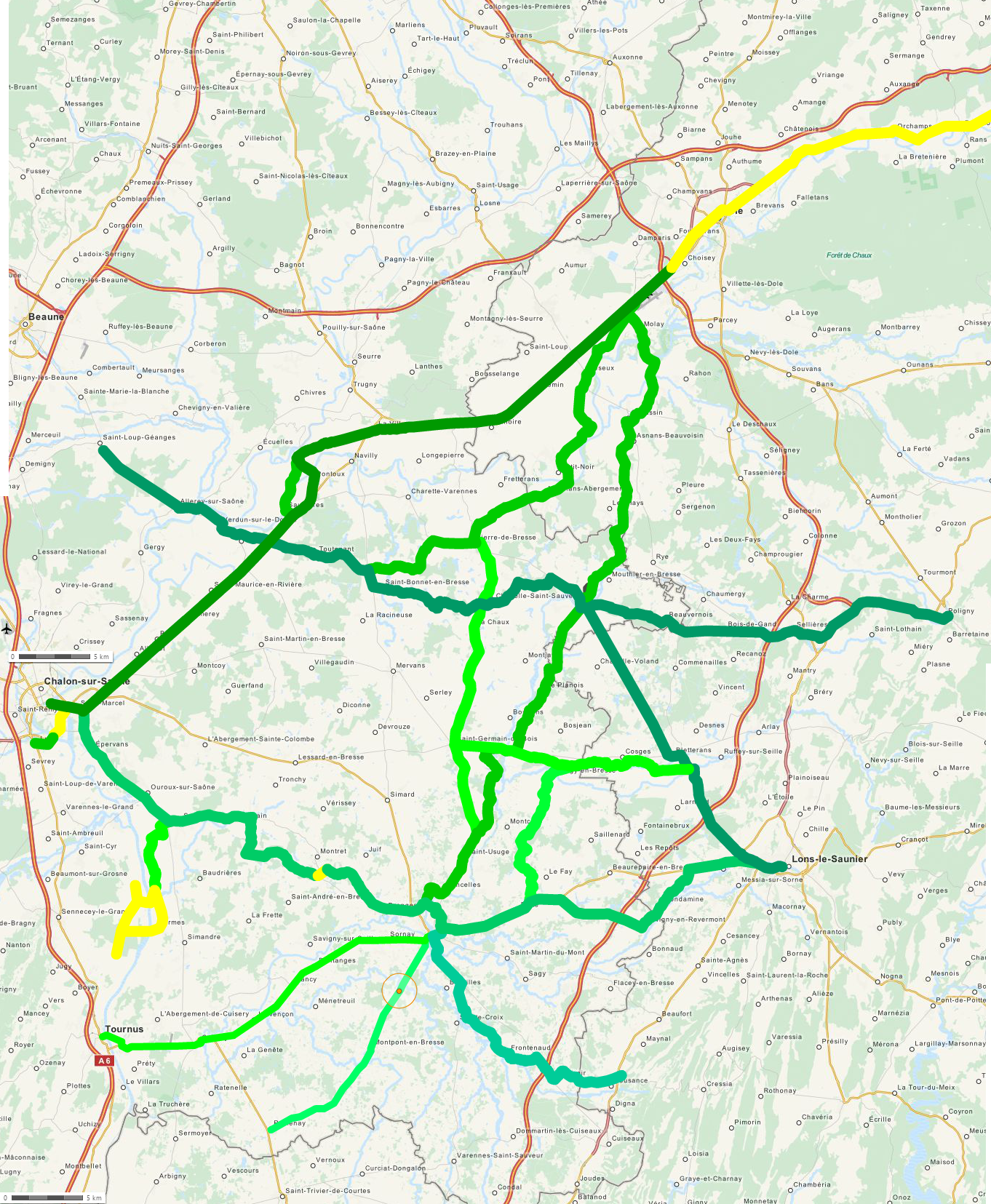
Römerstraßen in der Bresse

| Nummer | Von             | Nach       | Bezeichnung                                                                   | Länge in Metern | Baubeginn ungefähr |                     |
| ------ | --------------- | ---------- | ----------------------------------------------------------------------------- | --------------- | ------------------ | ------------------- |
| I      | Chalon          | Besançon   | Straße von Chalon nach Besançon über Pourlans                                 | 88.500          | ab 50 v. Chr.      |                     |
| II     | Verdun          | Poligny    | Straße von Verdun-sur-le-Doubs nach Poligny                                   | 72.950          | ab 50 v. Chr.      |                     |
| III    | Chalon          | Besançon   | Straße von Chalon nach Besançon über Pierre-de-Bresse                         | 37.180          | ≈ 20 v. Chr.       |                     |
| IV     | Louhans         | Tavaux     | Straße von Louhans über Bellevesvre nach Tavaux                               | 55.875          | ab 50 n. Chr.      |                     |
| V      | Louhans         | Cousance   | Straße von Louhans nach Cousance                                              | 22.550          | ab 200             |                     |
| VI     | Chalon          | Lons       | Straße von Chalon-sur-Saône über Louhans nach Lons-le-Saunier                 | 67.800          | ab 200             |                     |
| VII    | Lons            | L’Étalet   | Straße von Lons-le-Saunier nach Chalon-sur-Saône über die Brücke von L’Étalet | 18.375          | ab 250             |                     |
| VIII   | Bellevesvre     | Lons       | Straße von Bellevesvre nach Lons-le-Saunier                                   | 25.125          | ab 300             |                     |
|        |                 |            | Zweige und nicht belegte Straßen                                              | 388, km         |                    | Beurteilung         |
|        | Louhans         | Tournus    | Straße von Louhans nach Tournus                                               | 27.000          |                    | sehr wahrscheinlich |
|        | Louhans         | Romenay    | Straße von Louhans nach Romenay                                               | 19.400          | ab 275             | sehr wahrscheinlich |
|        | Louhans         | Tavaux     | Straße von Louhans über Pierre-de-Bresse nach Tavaux                          | 22.800          |                    | wahrscheinlich      |
|        | Saint-Marcel    | Lux        | Zweig von Saint-Marcel nach Lux                                               | 4.125           |                    | möglich             |
|        | Charnay         | Saunières  | Zweig von Charnay-lès-Chalon nach Saunières                                   | 4.675           |                    | möglich             |
|        | Pierre          | Lays       | Zweig von Pierre-de-Bresse nach Annoire oder Pourlans                         | 9.700           |                    | möglich             |
|        | Villevieux      | Louhans    | Zweig von Villevieux nach Louhans                                             | 22.000          |                    | denkbar, eher spät  |
|        | Ouroux          | La Colonne | Zweig von Ouroux nach La Colonne                                              | 7.500           |                    | denkbar, eher spät  |
|        | Chapelle-Voland | Arlay      | Zweig von Chapelle-Voland nach Arlay                                          | 13.000          | ab 250             | unbedeutend         |
|        |                 |            |                                                                               | 496,5 km        |                    |                     |

## Straße von Chalon nach Besançon über Pourlans

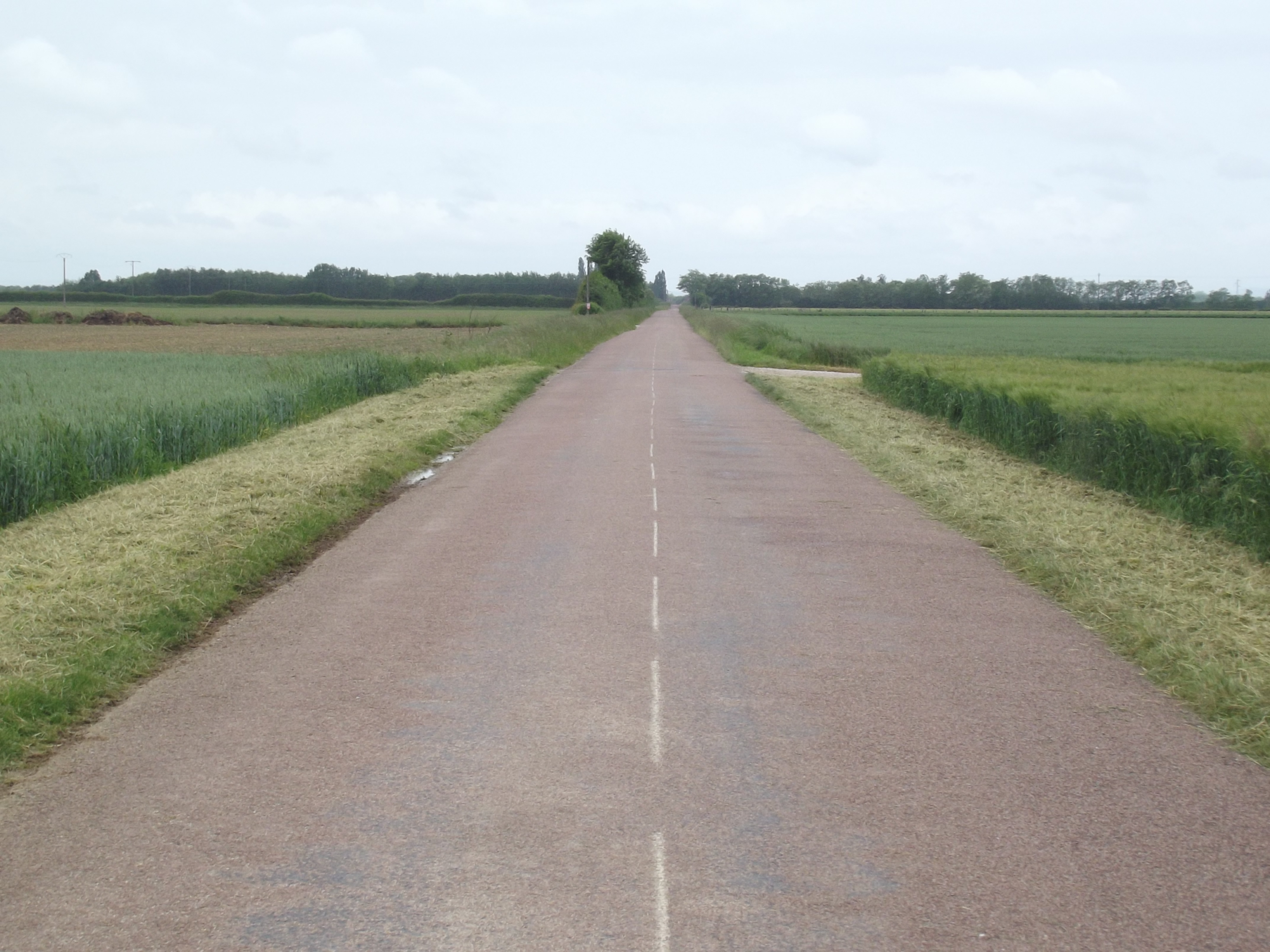
Teilstück bei Mont-lès-Seurre

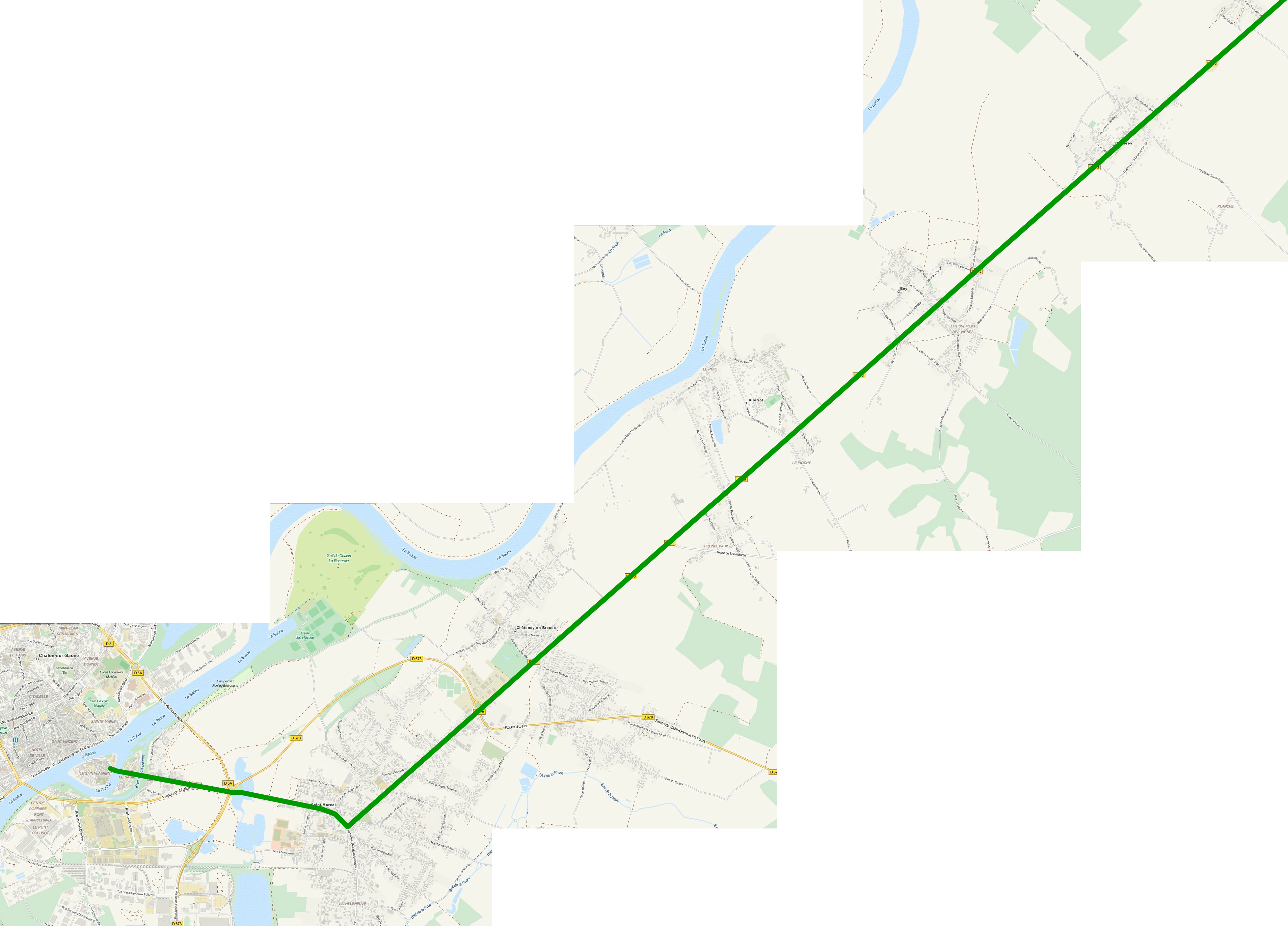
Römerstraße Chalon–Dole, Teilstück Chalon–Damerey

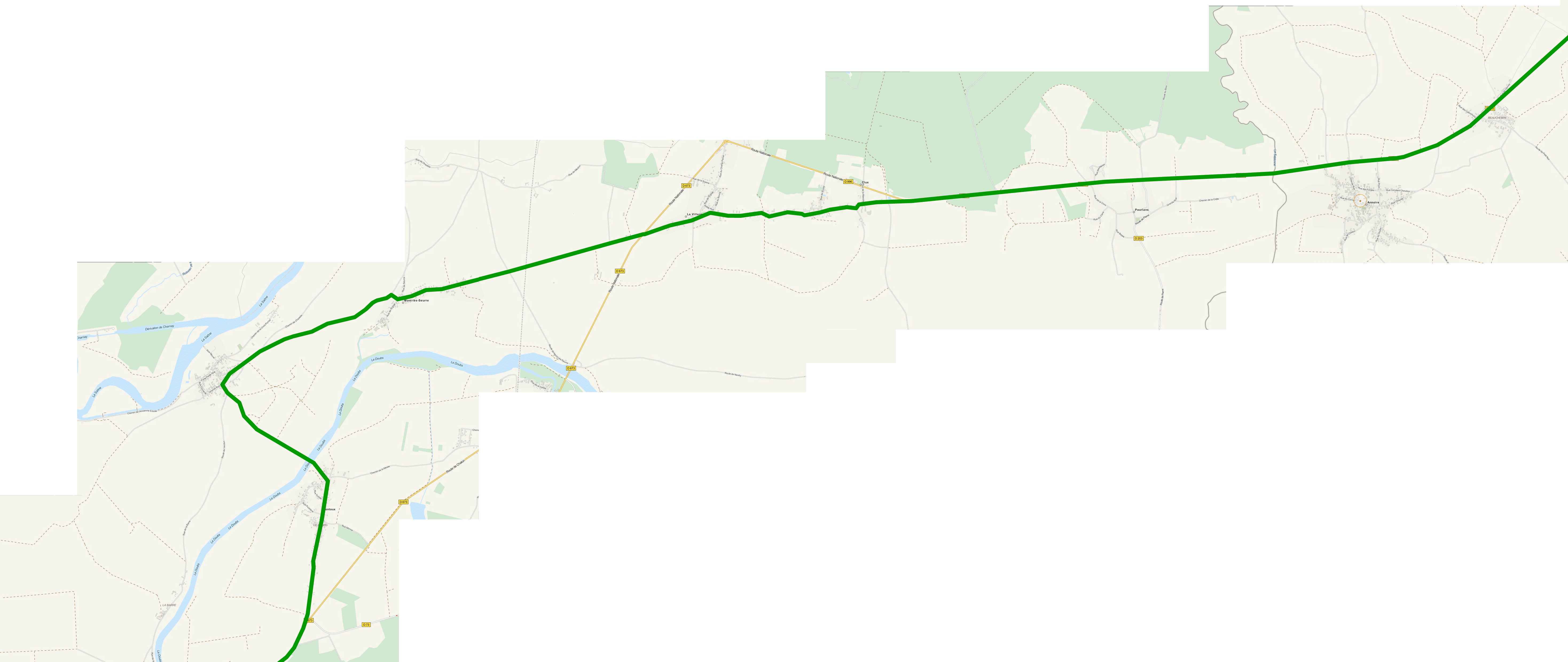
Römerstraße Chalon–Dole, Teilstück Pontoux–Beauchemin

Diese Straße ist bereits auf der Theodosianischen Karte eingezeichnet, die um 230 entstand. Sie wurde von manchen Autoren irrtümlich mit derjenigen verwechselt, die von Agrippa von Lyon zum Rhein gebaut wurde. Aufgrund der archäologischen Funde, die entlang dieser Straße gemacht wurden, ist davon auszugehen, dass mit dem Bau schon sehr früh begonnen wurde, möglicherweise noch vor der Zeitenwende. Teilweise war die Gegend bereits besiedelt, worauf die Orte mit keltischen Namen hindeuten, der Bau der Straße dürfte in den letzten 50 Jahren v. Chr. begonnen haben, was die Funde von Münzen aus der Zeit von Julius Caesar und aus der frühen Kaiserzeit belegen. Die Trasse dieser Römerstraße wurde 1811 durch Napoléon weitgehend als Grundlage für den Bau der Route Impériale N°91 benutzt. Später wurde sie zur Route nationale N° 73, seit der Herabstufung ist sie die D673. Lediglich im Bereich von Pontoux bis Clux-Villeneuve weicht die moderne Straßenführung von der ursprünglichen ab. Diese Straße war von einiger Wichtigkeit, da sie das Siedlungsgebiet der Sequaner erschloss, deren Hauptstadt Vesontio war. Die Straße zog sich entlang des sequanischen Gebiets und erlaubte Gaius Iulius Vindex 68 n. Chr. gemeinsam mit den Sequanern nach Besançon zu eilen und sich mit Lucius Verginius Rufus bei der Schlacht bei Vesontio auseinanderzusetzen.

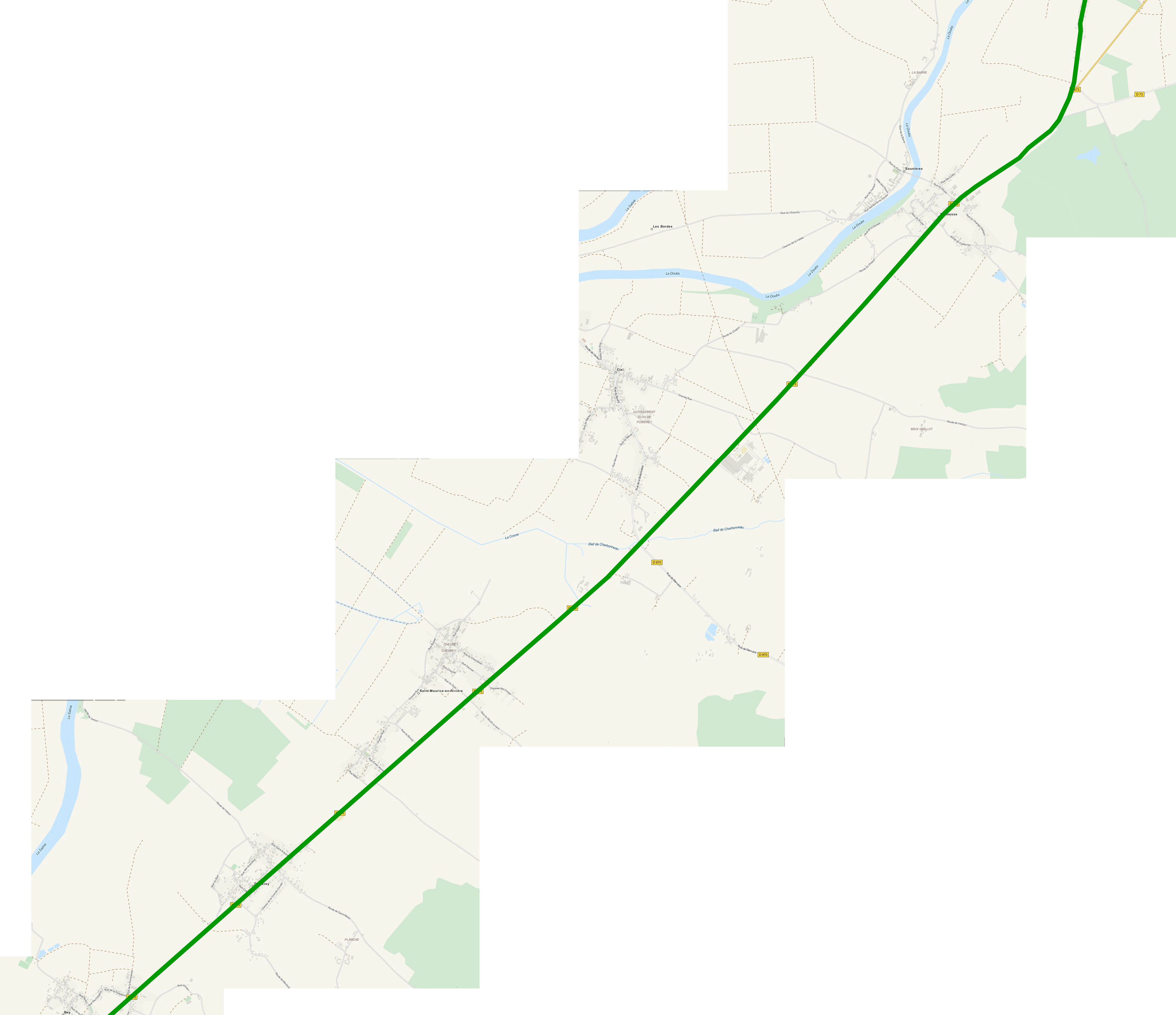
Römerstraße Chalon–Dole, Teilstück Bey–Sermesse

| Abschnitt | Weiler                          | Gemeinde           | Distanz in Meter | Funde |  | Heute N°         |
| --------- | ------------------------------- | ------------------ | ---------------- | --- |  | ---------------- |
| 1         | Saint-Laurent, Porte Séquanique | Chalon-sur-Saône   |                  | |  |                  |
| 2         | Brücke über Lac des Orlands     | Saint-Marcel       | 1.350            | Glasfigur von Jupiter-Amun auf der Spitze einer Säule |  | D 19             |

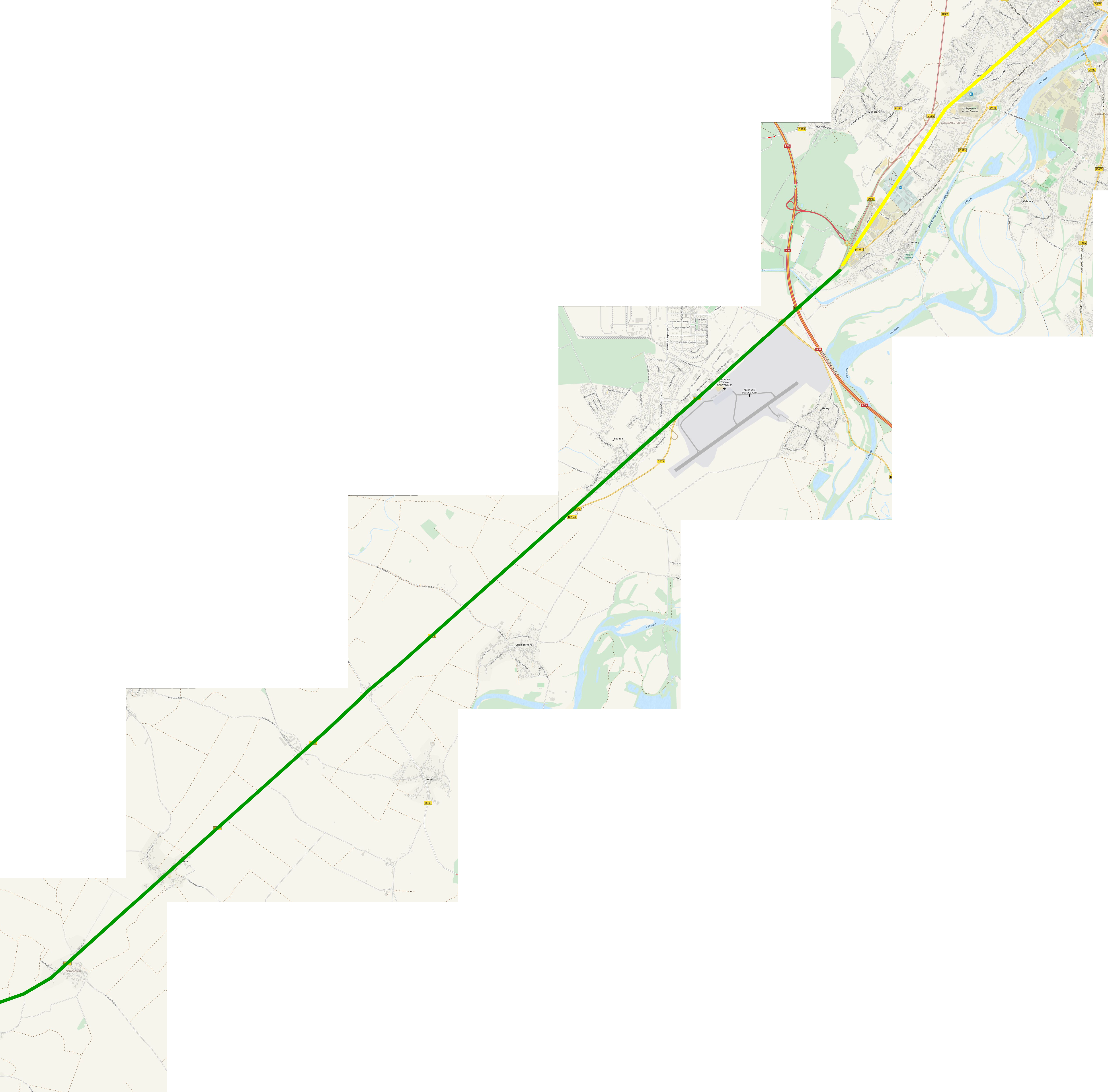
Römerstraße Chalon–Dole, Teilstück Beauchemin–Dole

| 3         | Saint-Marcel                    | Saint-Marcel       | 870              | 1805 Grab eines Ehepaares, die Christen geworden waren, mit Abbildungen der Symbole des Ehesakraments |  | D 5A             |
| 4         | Allériot                        | Allériot           | 5.850            | Topf mit Münzen aus der Hohen Kaiserzeit Roms |  | D 67             |
| 5         | Bey                             | Bey                | 2.000            | Hügelmotte, Bronzebüste von Selene |  | D 673            |
| 6         | Damerey                         | Damerey            | 2.675            | |  | D 673            |
| 7         | Ciel                            | Ciel               | 6.400            | Motte und Gräber mit Knochen und Waffen |  | D 673            |
| 8         | Sermesse                        | Sermesse           | 4.250            | |  | D 673            |
| 9         | Pontoux, Ponte Dubris           | Pontoux            | 3.800            | 1773 beim Bau der Kirche Hohlräume mit Waffen und Knochen |  | D 72 D 673 D 293 |
| 10        | Charney-lès-Chalon              | Charney-lès-Chalon | 1.500            | |  |                  |
| 11        | Mont-lès-Seurre                 | Mont-lès-Seurre    | 2.400            | 1838 drei Grabsteine |  | D 154            |
| 12        | La Villeneuve                   | Clux-Villeneuve    | 3.800            | Kastell im Norden |  | D 503            |
| 13        | Clux                            | Clux-Villeneuve    | 1.750            | Die heutige Straße ist nach wie vor mit Vie Romaine beschildert. |  | D 503            |
| 14        | Les Mares                       | Pourlans           | 2.950            | |  | D 673            |
| 15        | Annoire                         | Annoire            | 3.130            | Motte, Münze aus Marseille, römische Münze, Särge aus Stein, Backsteingräber, Knochen, Waffen |  | D 673            |
| 16        | Beauchemin                      | Chemin             | 2.000            | Motte mit Stuck-Sarkophag mit Skelett, Eisenlanze und Kupferring, ferner Knochen, Münzen, Fundamente, Eisenkoffer mit Tausenden von Gold- und Silbermünzen aus der Zeit von Julius Caesar (58–45 v. Chr.)                |  | D 673            |
| 17        | Chemin                          | Chemin             | 1.800            | Münzen Römische Kaiserzeit |  | D 673            |
| 18        | Champdivers                     | Champdivers        | 6.000            | Villangrette: Motte mit unterirdischen Räumen und Münzen - Champdivers: Helme, Harnische, Lanzen, 1832 sechs Skelette mit Grablampen und Säbelklingen, eine mit Wehrgehänge aus damasziertem Silber und beweglichem Ring |  | D 673            |
| 19        | Tavaux                          | Tavaux             | 3.150            | Ziegel, Grabsteine mit Inschriften, Tempelfundamente, Säulenfragmente, Kopf einer Bronzediana, Gräber mit Knochen und Waffen                                                                                             |  | D 905            |
| 20        | Saint-Ylie                      | Dole               | 6.225            | Meilenstein |  | D 673            |
| 21        | Dole                            | Dole               | 3.600            | |  |                  |
| 22        | Orchamps                        | Orchamps           | 14.150           | |  | D 673            |
| 23        | Besançon                        | Besançon           | 31.400           | |  | D 673            |
|           |                                 |                    | 88,5 km          | Länge von Chalon-sur-Saône bis Dole |  |                  |
|           |                                 |                    | 111,0 km         | Gesamtlänge bis Besançon |  |                  |

## Straße von Verdun-sur-le-Doubs nach Poligny

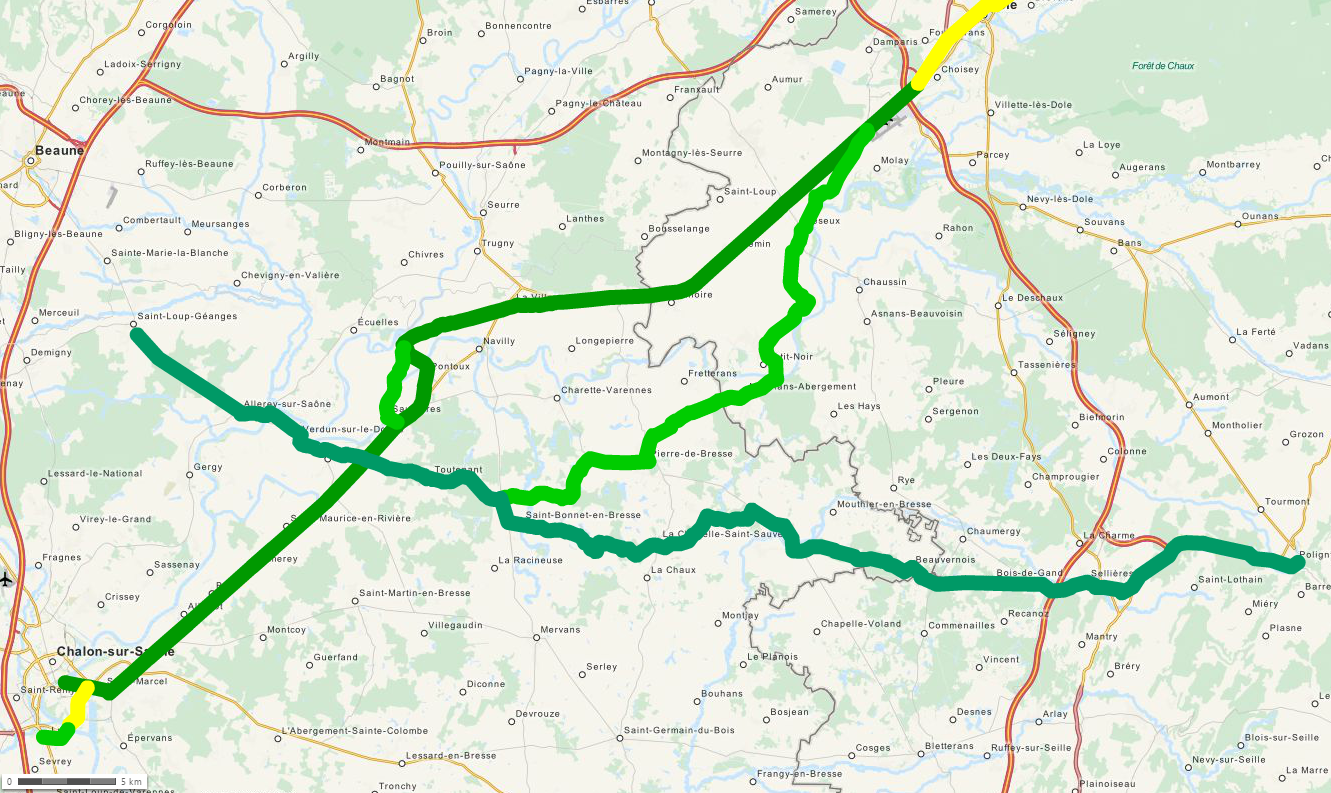
Römerstraße Verdun-Poligny (dunkelgrün Ost-West-Richtung)

Die Straße wurde in ihrem westlichen Zweig Vie Ferrée genannt, was auf das Lateinische via ferrea zurückgeht und als feste Straße zu deuten ist. Im Gebiet von Saône, Doubs bis Saint-Bonnet-en-Bresse erscheint sie als Vie gravée, sonst wird sie als Voie romaine oder Chemin des Romains bezeichnet. Die Bauzeit der Straße liegt kurz vor der Zeitenwende. Denkbar ist, dass der Bau der Straße im Juragebiet begann. Auffallend ist insbesondere der Verlauf in der Gegend von Sellières bis La Chaux-en-Bresse, wo sie schnurgerade durch die waldigen Gebiete verläuft. Ein Grund für die Erstellung mag darin liegen, dass die Römer die Verkehrswege in innergallische Gebiete verbessern wollten, um den Salztransport vom Jurafuss, wie Salins-les-Bains, zu erleichtern. Bellevesvre war ein wichtiges Zentrum und war Kreuzung von mehreren Römerstraßen, so dass von dort aus eine große Zahl von Destinationen erreichbar waren.
Die Straße war offensichtlich lange in Gebrauch, im 18. Jahrhundert wurde bereits begonnen, sie zwischen Sellières und Bellevesvre zu sanieren. Die Revolution stoppte die Arbeiten, sie wurden erst unter König Louis-Philippe I. wieder aufgenommen. Diese Straße trug später die Bezeichnung Départementsstraße D1 im Département Jura, was auf ihre Wichtigkeit hinweist. Gaspard, der Autor der Quelle, äußert sich kritisch über die Tatsache, dass das Département Saône-et-Loire nicht dieselbe Klugheit gezeigt habe und die alte Trasse ebenfalls saniert habe, statt eine neue Verbindung zwischen Verdun-sur-le-Doubs und Saint-Germain-du-Bois zu bauen. Lediglich ein Stück von 4.662 Metern wurde erstellt, um die D1 nach Bellevesvre zu führen (D223).
| Abschnitt | Weiler                 | Gemeinde                  | Distanz in Meter | Funde |  | Heute N°           |
| --------- | ---------------------- | ------------------------- | ---------------- | --- |  | ------------------ |
| 1         | Autun                  | Autun                     |                  | |  |                    |
| 2         | Saint-Loup-de-la-Salle | Saint-Loup-Géanges        | 55.000           | Ein Weiler Milliore weist auf einen Meilenstein hin, dort wurden römische Ziegel gefunden |  |                    |

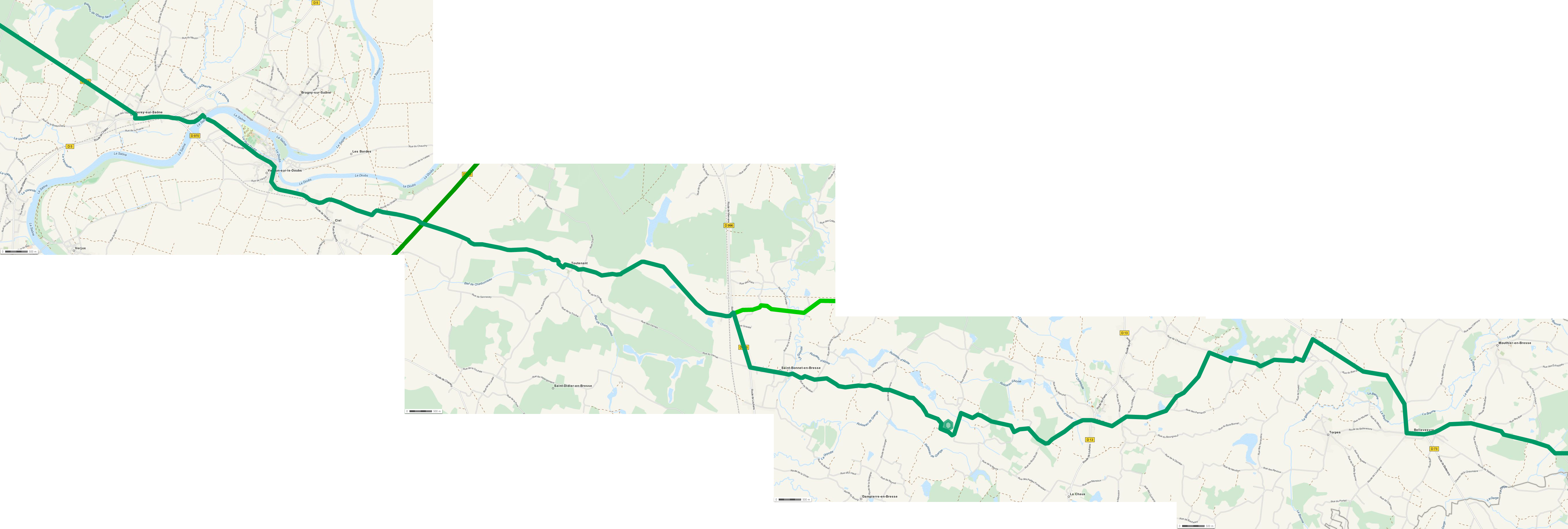
Römerstraße Verdun-Poligny, Teilstück Allerey–Bellevesvre

| 3         | Allerey-sur-Saône      | Allerey-sur-Saône         | 7.300            | Kreuzung mit der Via Agrippa von Lyon nach Köln. In der Gemeinde besteht ein Wald namens Le Défens, was möglicherweise auf einen Wehrbau zum Schutz der Straße hinweist. |  | D 970              |

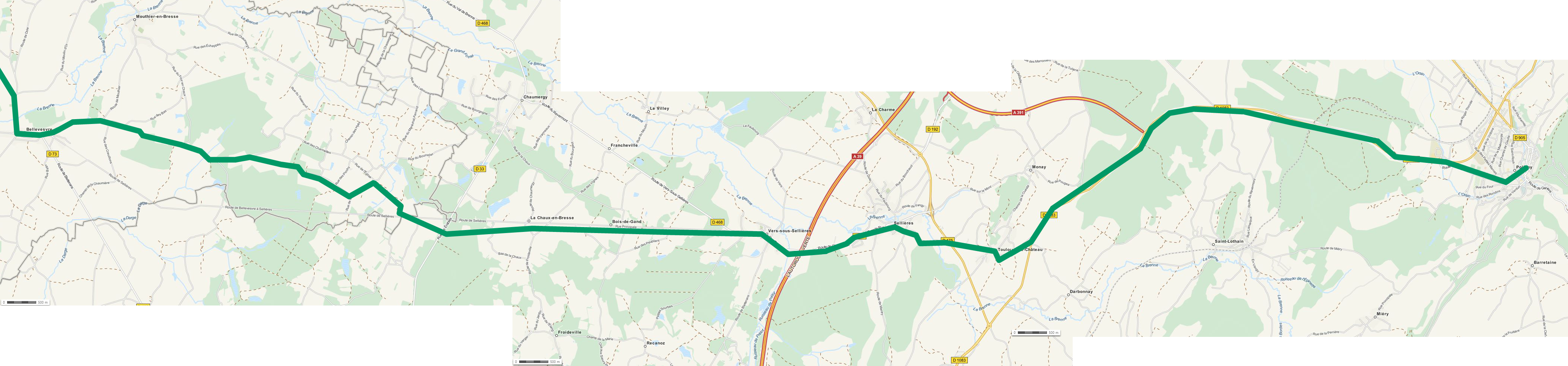
Römerstraße Verdun-Poligny, Teilstück Bellevesvre–Poligny

| 4         | Chauvort               | Allerey-sur-Saône         | 1.625            | die Generalstabskarte 1820–1866 zeigt hier eine Fähre über die Saône. |  | D 970, Rue du Port |
| 5         | Verdun                 | Verdun-sur-le-Doubs       | 2.125            | Der Ort besteht seit keltischen Zeiten und war Sitz eines Erzpriesters. Es wurden viele römische Reste gefunden. |  | D 970              |
| 6         | les Hales              | Ciel                      | 2.000            | Der Wald les Hales wurde gegen 1775 gerodet. |  | D 970              |
| 7         | Les Haies du Loup      | Ciel                      | 2.000            | Hier kreuzt die Straße diejenige zwischen Chalon und Besançon |  |                    |
| 8         | Toutenant              | Toutenant                 | 3.625            | Der Flurname nördlich der Straße heißt heute noch La Vie gravée. Ein Grabhügel von 26,9 Meter Durchmesser und über 2 Meter hoch. |  | D 115              |
| 9         | Gontier                | Saint-Bonnet-en-Bresse    | 4.450            | Auf halber Strecke stand das Schloss le Péroux (offensichtlich abgeleitet von Stein), wo die Straße im 19. Jahrhundert noch gut sichtbar gewesen sei. In dieser Gegend wurde eine antike Statuette gefunden. Einmündung in die Straße von Chalon nach Besançon über Pierre-de-Bresse.              |  | D 115              |
| 10        | Saint-Bonnet           | Saint-Bonnet-en-Bresse    | 2.025            | 1828 und 1832 wurden römische Münzen der Hohen Kaiserzeit (27 v. Chr.–192) und von Kaiser Antonius (238–244), zusammen mit einem Fragment eines Schutzschildes aus Kupfer, bedeckt mit einem Silberband, auf dem ein Adler mit ausgebreiteten Flügeln und einem Blitz im Schnabel, abgebildet ist. |  | D 996 D 115        |
| 11        | Mirebel                | Saint-Bonnet-en-Bresse    | 850              | |  | D 115              |
| 12        | La Grande Motte        | La Chapelle-Saint-Sauveur | 3.700            | |  | D 115              |
| 13        | La Chapelle            | La Chapelle-Saint-Sauveur | 4.050            | |  |                    |
| 14        | Chavenne               | La Chapelle-Saint-Sauveur | 3.475            | Hier bestand eine sehr hohe Motte, von Gräben umgeben, möglicherweise zur Bewachung der Straße |  |                    |
| 15        | Utre                   | Torpes                    | 2.925            | |  |                    |
| 16        | Bellevesvre            | Bellevesvre               | 3.750            | Beim Ausgang aus der Stadt befindet sich eine Motte, genannt Le Rond |  | D73                |
| 17        | Beauvernois            | Beauvernois               | 6.300            | Motte von drei Metern Höhe, von einem doppelten Graben umgeben, einen Speer und mehrere Mühlsteine von Handmühlen |  |                    |
| 18        | La Chaux               | La Chaux-en-Bresse        | 3.150            | |  | D 1                |
| 19        | Vers                   | Vers-sous-Sellières       | 4.050            | |  | D 1                |
| 20        | Sellières              | Sellières                 | 2.550            | römische Medaillen der hohen Kaiserzeit (27 v. Chr.–192) |  | D 468              |
| 21        | Poligny                | Poligny                   | 13.000           | bei Chézeau römische Fliesen und Münzen |  | N 83               |
|           |                        |                           | 73,0 km          | Länge von Allerey-sur-Saône bis Poligny |  |                    |
|           |                        |                           | 128,0 km         | Gesamtslänge von Autun bis Poligny |  |                    |

## Straße von Chalon nach Besançon über Pierre-de-Bresse

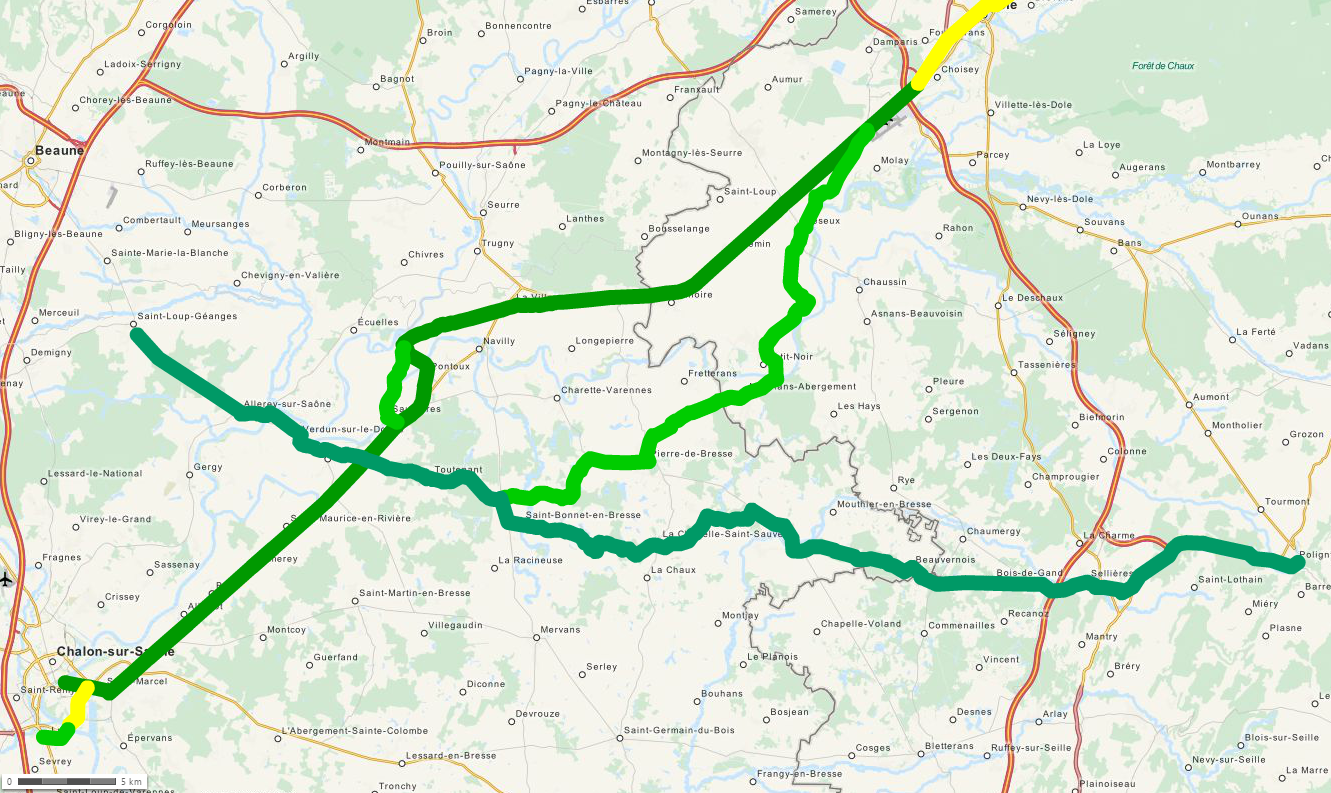
Römerstraße Verdun–Poligny (hellgrün in Bildmitte)

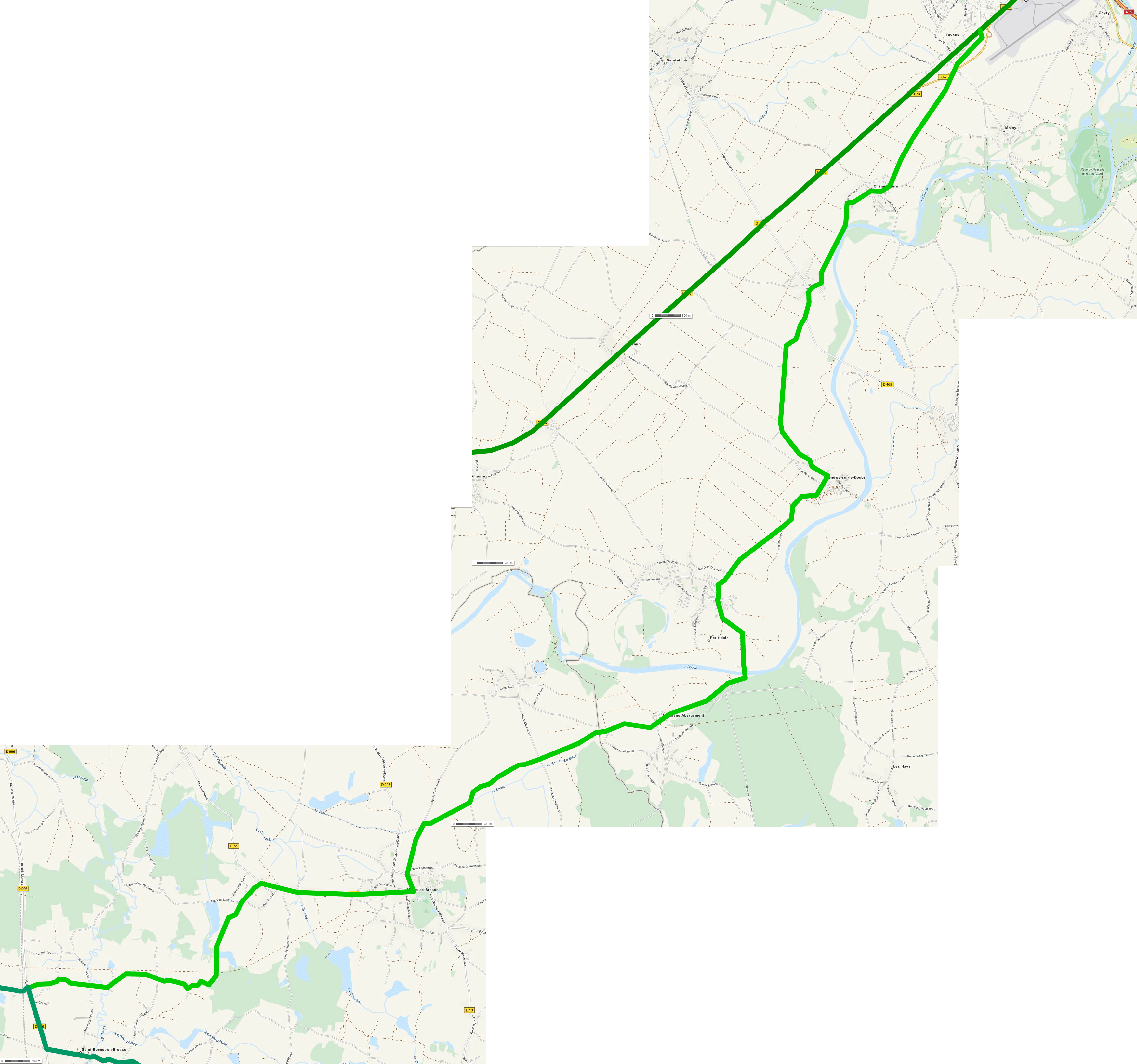
Römerstraße Teilstück Saint-Bonnet-en-Bresse–Tavaux über Pierre-de-Bresse

Während das Bestehen der ersten Verbindung so gut wie sicher ist, hat Édouard Clerc eine zweite Verbindung aufgezeigt, die zwar wahrscheinlich, jedoch lediglich durch Funde belegt ist. Er stützt sich auf ein Dokument aus dem Jahr 1280 und die Tatsache, dass die Straße bekannt ist als Grand Chemin de Dole à Chalon par Longwy, Peseux et Jousserot. Aufgrund der archäologischen Funde, die entlang dieser Straße gemacht wurden, ist davon auszugehen, dass mit dem Bau schon sehr früh begonnen wurde, möglicherweise noch vor der Zeitenwende. Teilweise war die Gegend bereits besiedelt, worauf die Orte mit keltischen Namen hindeuten, der Bau der Straße dürfte in den letzten 20 Jahren v. Chr. begonnen haben, was die Funde von Münzen aus der Zeit von Julius Caesar und aus der frühen Kaiserzeit belegen. Die Trasse dieser Römerstraße wurde später auf dem Gebiet des Département Jura zur Départementsstraße D13E und auf dem Gebiet des Département Saône-et-Loire zur D29. Bis Terrans bildet die Römerstraße die Trasse der Départementsstraße D 73.
| Abschnitt | Weiler           | Gemeinde               | Distanz in Meter | Funde |  | Heute N°        |
| --------- | ---------------- | ---------------------- | ---------------- | --- |  | --------------- |
| 1         | Tavaux           | Tavaux                 | 3.150            | Ziegel, Grabsteine mit Inschriften, Tempelfundamente, Säulenfragmente, Kopf einer Bronzediana, Gräber mit Knochen und Waffen |  | D 905           |
| 2         | Champdivers      | Champdivers            | 3.350            | |  | Chemin des Vies |
| 3         | Peseux           | Peseux                 | 2.650            | |  | D 13            |
| 4         | Longwy           | Longwy-sur-le-Doubs    | 4.400            | Funde aus römischer und keltischer Zeit, Schneidsteine, Bronzeäxte, Baureste, römische Ziegel, Küchengeräte aus Kupfer. 1835 fand man beim alten Schloss einen Erztopf mit vielen Gold und Silbermedaillen, teilweise aus Caesars Zeiten (58-45 v. Chr.). 1840 wurde in der Nähe des Doubs eine Eiche gefunden, die als Sarg diente und deren Öffnung mit Bucheckern verschlossen war, mithilfe einer Art Holztür, die durch den aufrechtstehenden Baum verdeckt war. |  | D 13            |
| 5         | Petit-Noir       | Petit-Noir             | 3.280            | Gräber, Hausfundamente, Säulenreste, zahlreiche römische Gold- und Silbermünzen. Eine Flur trägt den Namen Champ de bataille, eine weitere Milliaire, möglicherweise wegen eines antiken Meilensteins. |  | D13             |
| 6         | Neublans         | Neublans-Abergement    | 4.100            | Vasen, Glasphiolen, Säbelklingen und Steinsarkophage aus einem Stück, mit Helmen, Waffen und Knochen |  | D 13E           |
| 7         | Le Châtelet      | Pierre-de-Bresse       | 4.000            | In der Ebene zwischen Neublans und Pierre-de-Bresse waren im 19. Jahrhundert noch Spuren der Römerstraße sichtbar |  | D 29            |
| 8         | Pierre-de-Bresse | Pierre-de-Bresse       | 2.500            | Verschiedene Spuren keltischer und römischer Besiedlung, Steinreste in La Perrière und in Châtelet, gallische Münzen, römische Münzen von Tiberius bis Valentinian II., Gräber, Waffen, Ziegel, eine Bronzestatuette von Diana, der Jagdgöttin, zusammen mit zahlreichen Münzen, Wildschweinhauer in einem weißen marmornen Koffer. |  | D 29            |
| 9         | Terrans          | Pierre-de-Bresse       | 3.350            | |  | D 73            |
| 10        | Vernes-Guyotte   | Charette-Varennes      | 3.650            | Straßenreste wurden gefunden |  | D 73            |
| 11        | Gontier          | Saint-Bonnet-en-Bresse | 2.750            | Einmündung in die Straße III Verdun – Poligny und dadurch Verbindung zur Straße I Chalon – Besançon |  | D 73            |
|           |                  |                        | 37,2 km          | |  |                 |

## Straße von Louhans über Bellevesvre nach Tavaux

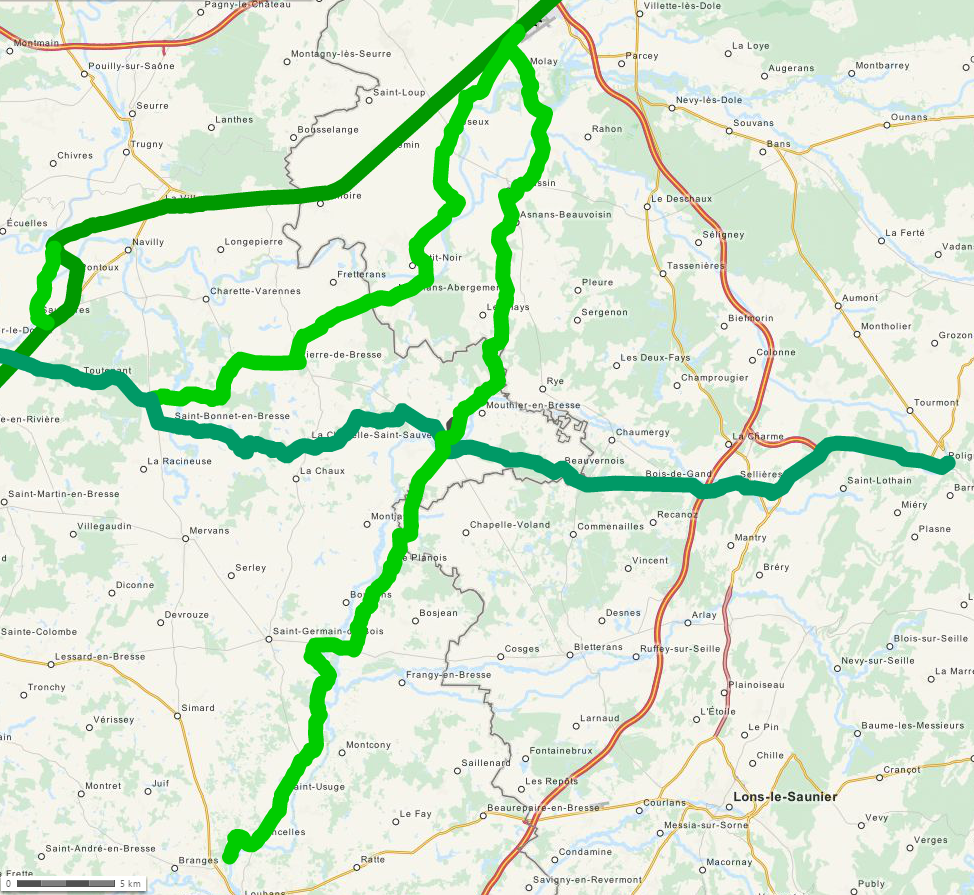
Römerstraße Louhans–Tavaux (östliche, hellgrüne Straße in Nord-Süd-Richtung)

Courtépée bezeichnete diese Straße als von Auxonne herkommend, mit dem Ziel Châteaurenaud, das zu jener Zeit wichtiger war als Louhans. Markante Punkte der Straße sind die Brücke von Étalet, die offensichtlich ein wichtiger Übergang über die Brenne war, und Bellevesvre, die größte Straßenkreuzung in der Bresse. Die Bauzeit der Straße dürfte im ersten Jahrhundert liegen, wie aus den Münzfunden zu schließen ist.
Diese Straße ist teilweise ersetzt durch die Départementsstraße D23 von Louhans nach Bellevesvre und Départementsstraße D468 von Deschaux nach Bellevesvre. Die Straßenführung wurde durch die modernen Straßen nicht direkt übernommen, sondern es wurden neue Trassen angelegt.

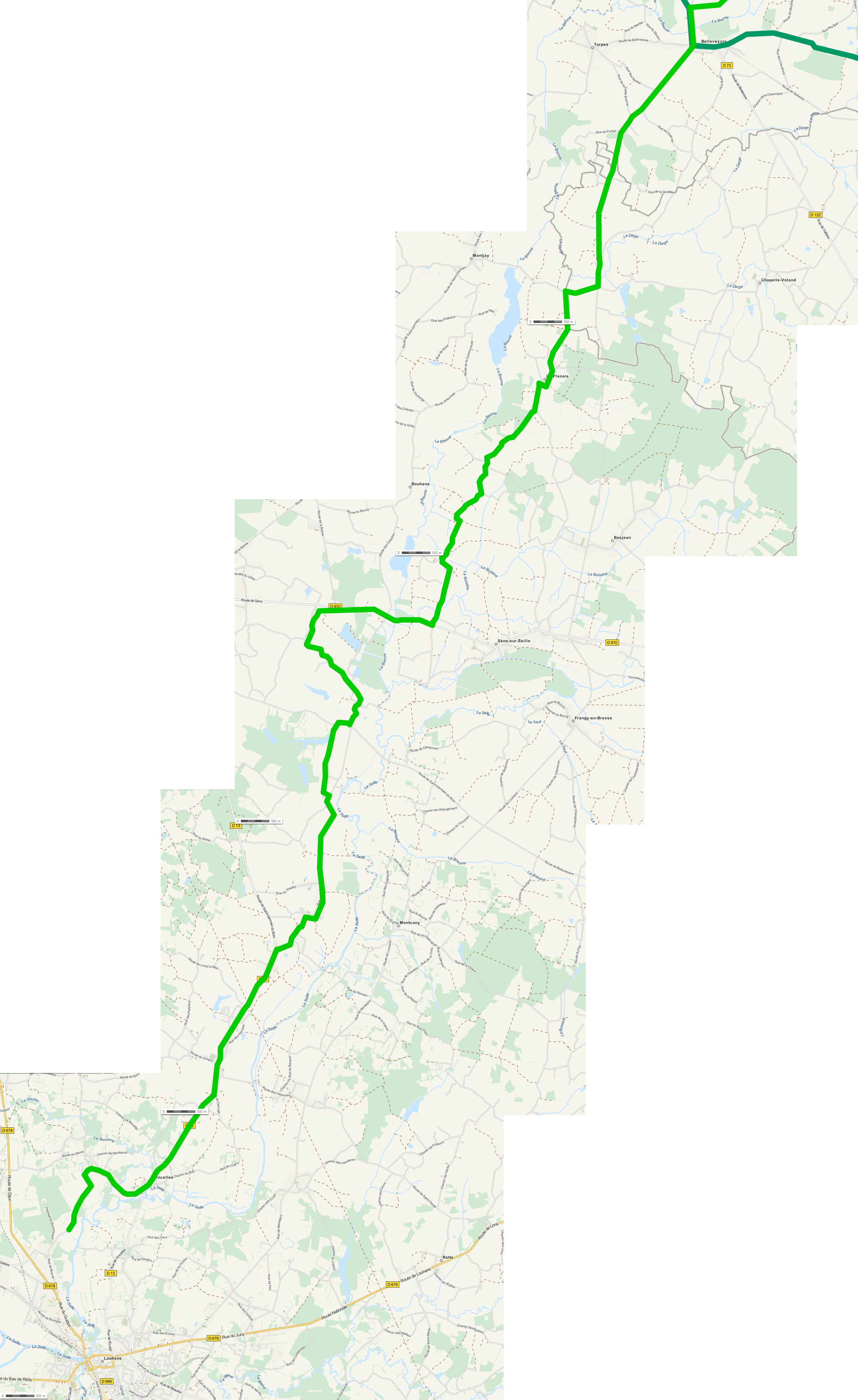
Römerstraße Louhans–Bellevesvre

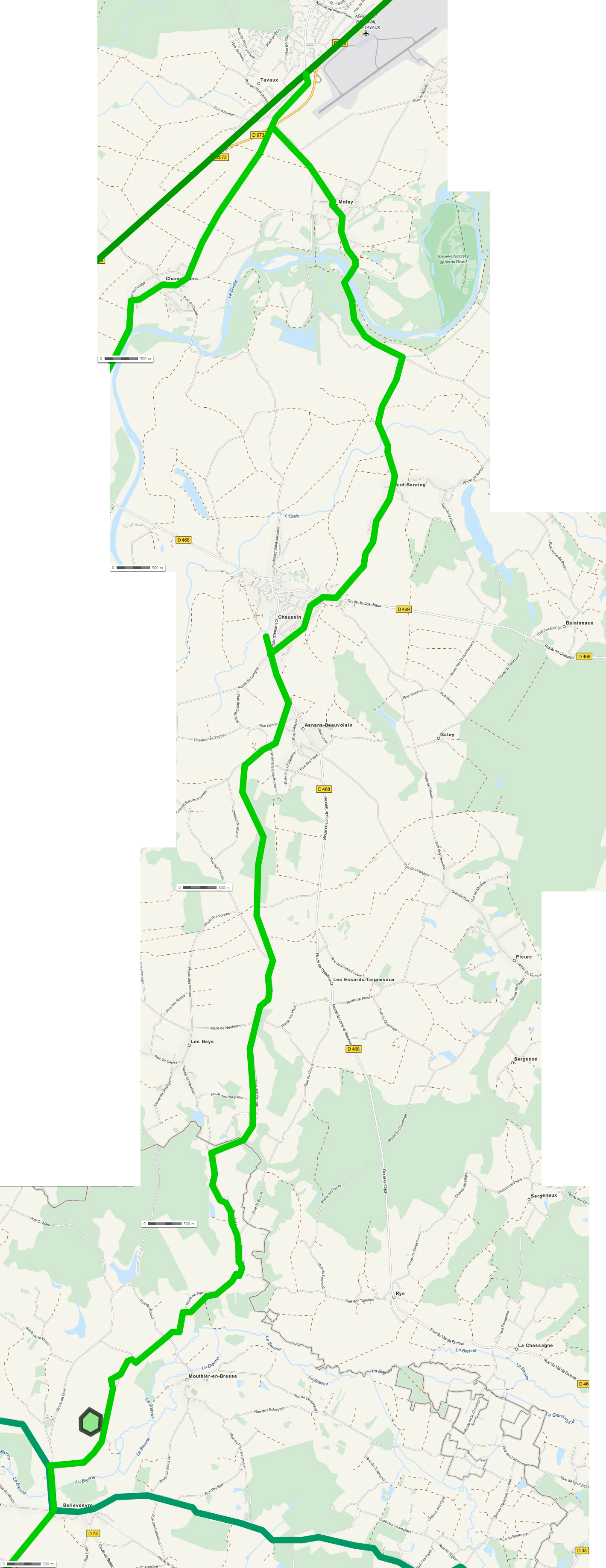
Römerstraße Bellevesvre–Tavaux

| Abschnitt | Weiler            | Gemeinde                   | Distanz in Meter | Funde |  | Heute N° |
| --------- | ----------------- | -------------------------- | ---------------- | --- |  | -------- |
| 1         | Châteaurenaud     | Louhans                    |                  | |  |          |
| 2         | Les Brenets       | Louhans                    | 0                | Louhans trägt einen keltischen Namen, Lovincum. Man fand römische Münzen, ein Lararium, bestehend aus einem kupferverzierten Eisenkoffer, enthaltend kleine Bronzestatuetten; schon vor dem 12. Jahrhundert bestand ein Hafen, mehrere Römerstraßen liefen hier zusammen. Rund 2 Kilometer nördlich der Stadt liegt Les Brenets (lateinisch Bronaycum). Hier wurden Schutt von römischen Bauten gefunden, eine Grabkammer, Reste einer steinernen Säule, Helme, Degen, Piken etc. Es finden sich Reste einer Brücke über die Seille und ein benachbartes Feld heißt Pré du Port. Die Straße führte von Château-Renaud, das damals wichtiger war als Louhans nach Les Brenets. |  |          |
| 3         | Vincelles         | Vincelles (Saône-et-Loire) | 2.675            | Um 1800 Belag im Dorfzentrum noch sichtbar |  | D 13     |
| 4         | Saint-Usuge       | Saint-Usuge                | 2.600            | Um 1800 im Dorfzentrum noch sichtbar |  | D 13     |
| 5         | Charangeroux      | Saint-Usuge                | 2.200            | Um 1800 noch sichtbar |  | D 13     |
| 6         | Condé             | Sens-sur-Seille            | 5.025            | |  |          |
| 7         | Pont de l’Éstalet | Sens-sur-Seille            | 4.050            | |  |          |
| 8         | Le Deffait        | Le Planois                 | 4.250            | Möglicherweise bestand hier eine Schutzfestung |  |          |
| 9         | Le Planois        | Le Planois                 | 1.950            | |  |          |
| 10        | Romette           | Chapelle-Voland            | 2.375            | |  |          |
| 11        | Bourg             | Bellevesvre                | 4.825            | |  | D 13     |
| 12        | La Motte          | Bellevesvre                | 1.275            | |  |          |
| 13        | Dissey            | Mouthier-en-Bresse         | 1.300            | römische Münzen, Waffen und andere Objekte |  |          |
| 14        | Taignevaux        | Les Essards-Taignevaux     | 5.450            | die Straße wurde 1575 als Grand Chemin d’Etaignevaux à Bellevesvre bezeichnet |  |          |
| 15        | Le Poisel         | Les Essards-Taignevaux     | 1.753            | 1822 Fund von Münzen der hohen (27 v. Chr. – 284/285) und niederen Kaiserzeit |  |          |
| 16        | Montalègre        | Asnans-Beauvoisin          | 4.800            | Gallische und römische Funde, vereinzelte Tumuli, die heute eingeebnet sind, darin eine Bronzeaxt und verschiedene Schneidesteine. Ein Erdhügel, umgeben von Gräben, 4 Meter hoch, mit einer elliptischen Plattform in der Größe von 20 mal 30 Metern. Die Straße heißt hier Chemin des Fées, gefunden wurden Ziegel und Münzen von Vespasian (69–79) und Philippus (244–249) |  |          |
| 17        | Chaussin          | Chaussin                   | 2675             | 1838 sechs Skelette mit Eisenringen am Finger und einem Messer an der Seite. Sarkophage mit menschlichen Knochen, eine Aschenurne, Aquaedukte und drei Mosaike. |  |          |
| 18        | Saint-Baraing     | Saint-Baraing              | 2.200            | |  |          |
| 19        | le Port Aubert    | Rahon                      | 3.700            | Ein Dokument von 1160 bezeichnete den Übergang als Pont-Aubert, im 19. Jahrhundert bestand eine Fähre. Hier überquerte auch die Straße zwischen Langres und Genf den Fluss. |  |          |
| 20        | Molay             | Molay                      | 1.025            | |  |          |
| 21        | Tavaux            | Tavaux                     | 1.750            | |  |          |
|           |                   |                            | 55,9 km          | |  |          |

## Straße von Louhans nach Cousance
Diese Straße verband Louhans mit Cousance oder eher mit der alten römischen Siedlung Cuisia. Angeblich führte sie von dort weiter über Cuisia, Rosay, Cressia, Moutonne und Orgelet, um schließlich Richtung Genf zu führen. In Balme waren angeblich Ende des 19. Jahrhunderts noch Reste dieser Straße zu sehen. Über den Übergang über die Vallière südlich von Louhans ist nichts bekannt. Vermutlich bestand einst eine Brücke, Mitte des 19. Jahrhunderts wurde der Fluss jedoch mit Booten oder Fähren überquert.
Die Bauzeit der Straße dürfte aufgrund der Funde auf den Beginn des 3. Jahrhunderts anzusetzen sein. Die Römerstraße ist heute ersetzt durch die Départementsstraße D972 bis Le Miroir. König Guntram I. benützte diese Straße, als er 585 von Agaune nach Chalon zurückkehrte.

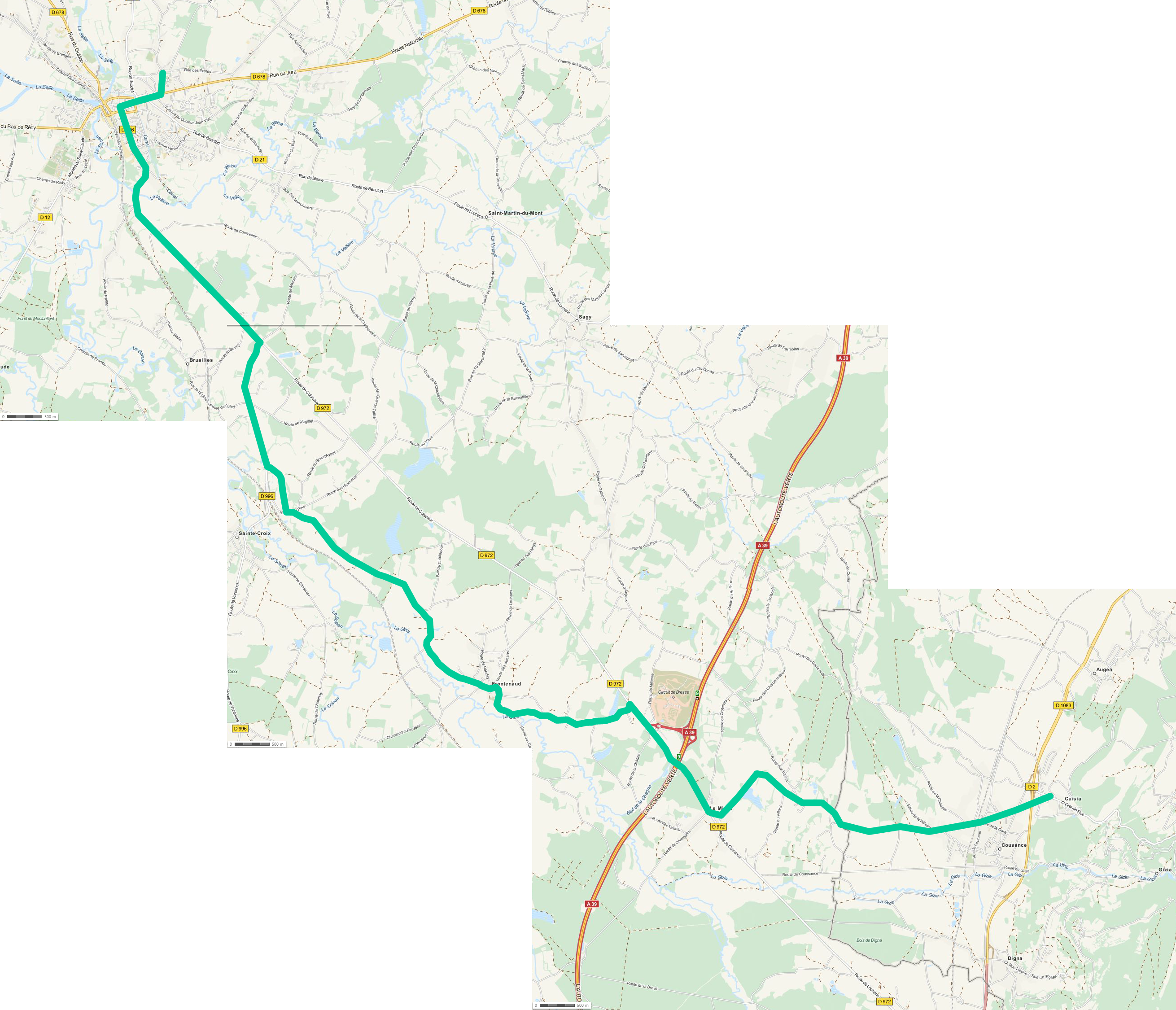
Römerstraße Louhans–Cuisia

| Abschnitt | Weiler              | Gemeinde     | Distanz in Meter | Funde |  | Heute N° |
| --------- | ------------------- | ------------ | ---------------- | --- |  | -------- |
| 1         | Louhans             | Louhans      |                  | |  |          |
| 2         | Faubourg des bordes | Louhans      | 1.625            | |  | D 996    |
| 3         | La Vallière         | Louhans      | 775              | |  | D 996    |
| 4         | Bois Parpillon      | Bruailles    | 2.875            | |  | D 996    |
| 5         | La Barre            | Sainte-Croix | 1.900            | |  | D 996    |
| 6         | La Balme            | Sainte-Croix | 1.325            | |  |          |
| 7         | Bione               | Frontenaud   | 800              | |  |          |
| 8         | Safre               | Frontenaud   | 1.250            | |  |          |
| 9         | Frontenaud          | Frontenaud   | 1.750            | |  |          |
| 10        | Les Essarts         | Frontenaud   | 1.150            | Ein Straßenstück wird um 1850 beschrieben: etwa 30 Zentimeter hoch, 6 bis 8 Meter breit, eine Pflästerung von fast 15 Zentimetern aus kleinen Kalksteinen, gelblich, rötlich, narbig |  |          |
| 11        | L’Étang du Bief     | Frontenaud   | 1.250            | |  |          |
| 12        | Milleure            | Le Miroir    | 650              | Milleure wies viele Ruinen auf, beidseits der Straße auf mehreren Hektaren; alles deutete darauf hin, dass hier ein Dorf oder eine kleine Stadt bestand, die durch Feuer zerstört wurde. Gefunden wurden römische Ziegel, geschmolzenes Blei, eine Münze von Caracallus (211–217), ein Goldknopf, ein kleiner Hund aus Zement. |  | D 972    |
| 13        | Le Miroir           | Le Miroir    | 1.550            | |  | D 972    |
| 14        | Flériat             | Le Miroir    | 2.300            | eine wichtige gallorömische Siedlung ist wie auch Morisia und Raffourgs bedeckt von Steintrümmern, Steinen, Ziegeln. Man fand Särge aus Ziegelsteinen mit Menschenknochen und bedeckt mit Lava, alte Rüstungen und konsularische und kaiserliche Münzen                                                                        |  |          |
| 15        | Cousance            | Cousance     | 2.275            | Villa mit Vivarium, sowie Münzen von Licinius (308–324) und Konstantin (306–337) |  |          |
| 16        | Cuisia              | Cuisia       | 1.075            | |  |          |
|           |                     |              | 22,5 km          | |  |          |

## Straße von Chalon-sur-Saône über Louhans nach Lons-le-Saunier

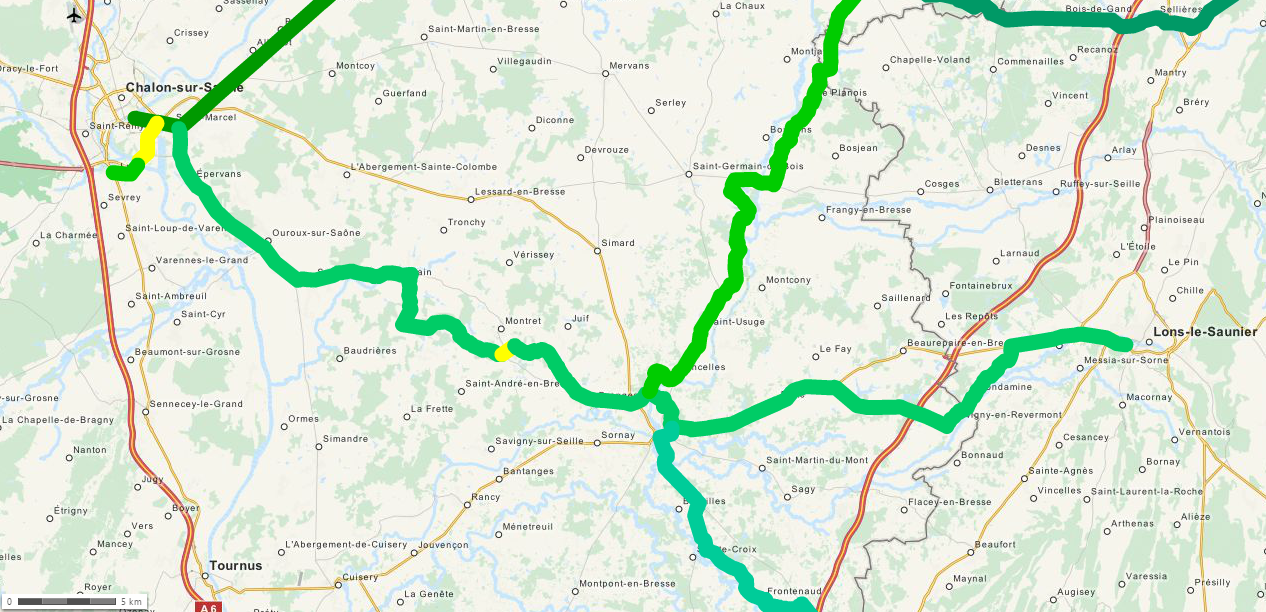
Römerstraße Chalon-sur-Saône–Lons-le-Saunier

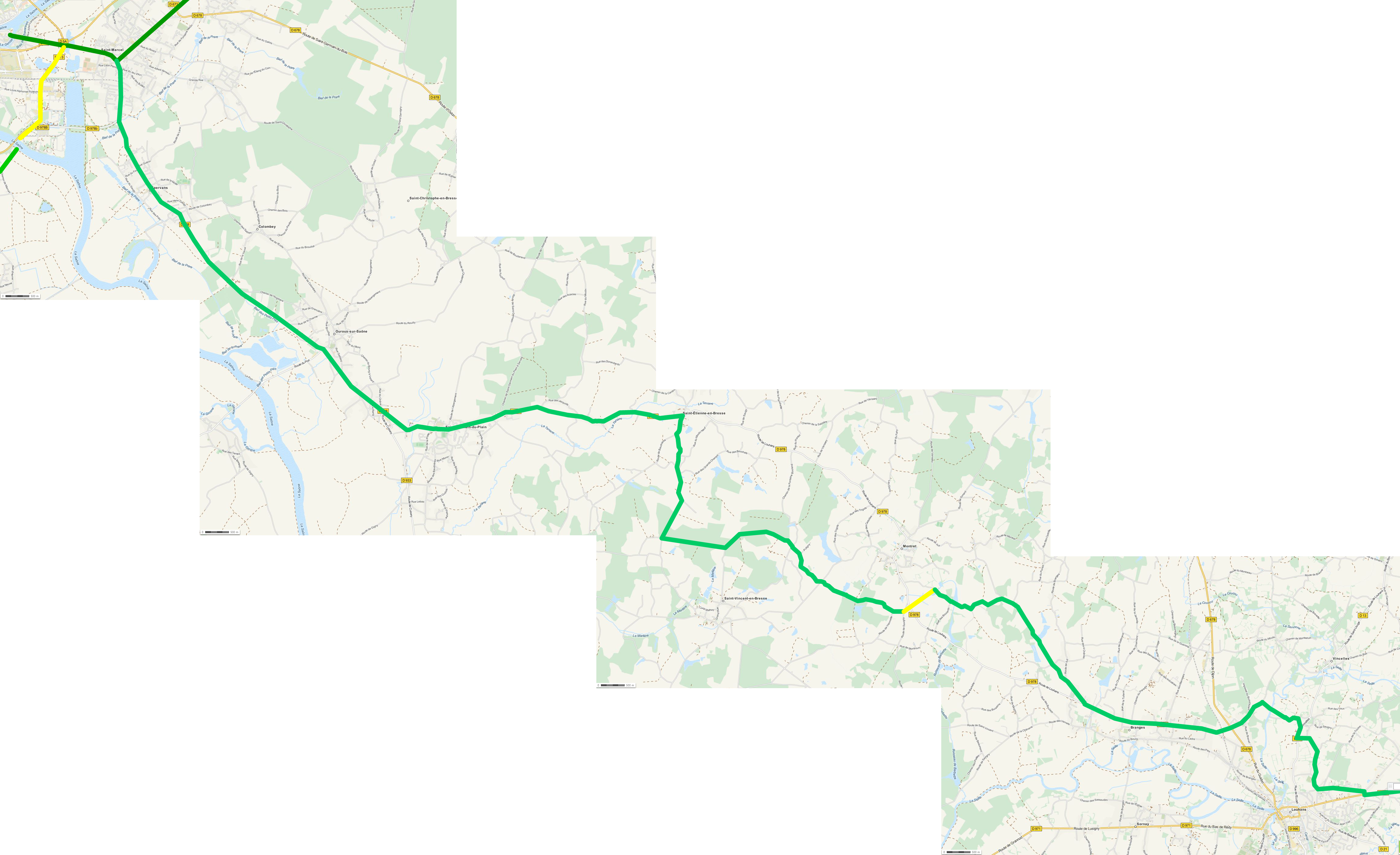
Römerstraße Chalon–Lons, Teilstück Chalon–Louhans

Dies war die Römerstraße, die die Bresse von Osten nach Westen durchquerte und Chalon-sur-Saône mit Louhans und Lons-le-Saunier verband und sich möglicherweise verlängerte bis Nyon und Genf. Sie wurde noch 1518 benutzt, in der Gemeinde Saint-Étienne-en-Bresse unter dem Namen Grand Chemin de Chalon à Louhans. Aufgrund der Funde (Münzen von Faustinus) und der Tatsache, dass die Straße nicht mehr nach den gültigen Normen erstellt wurde (siehe Bemerkung unter 8 Putigny), kann davon ausgegangen werden, dass das Bauwerk verhältnismäßig spät erstellt wurde, vermutlich im 3. Jahrhundert.
Als Folge der eher schlechten Qualität des Bauwerks, drängte sich eine Übernahme für moderne Verbindungen nicht im selben Maße auf, wie dies bei der Straße von Chalon nach Besançon der Fall war. Teilweise folgte die Route impériale 96 der Trasse der Römerstraße. 1824 wurde daraus die Nationalstraße N78. Heute ist die Straße tiefer klassifiziert und wird als Départementsstraße D678 bezeichnet.
| Abschnitt | Weiler           | Gemeinde                | Distanz in Meter | Funde |  | Heute N°    |
| --------- | ---------------- | ----------------------- | ---------------- | --- |  | ----------- |
| 1         | Saint-Marcel     | Saint-Marcel            | 875              | 1805 Grab eines Ehepaares, die Christen geworden waren, mit Abbildungen der Symbole des Ehesakraments |  | D 5A        |
| 2         | Épervans         | Épervans                | 2.400            | Épervans ist keltischen Ursprungs, in einem Aktenstück von 1090 wird die Römerstraße erwähnt. Es bestand eine Motte zum Schutz der Straße. |  | D 978       |
| 3         | Bas d’Ouroux     | Ouroux                  | 5.650            | Die Straße wurde Vie de Saint-Marceau genannt, an der Saône bestand ein Hafen und eine Fähre, zeitweise auch eine Zollstelle. Gefunden wurden umrandete Fliesen, gallische und römische Münzen |  | D 978       |
| 4         | Saint-Germain    | Saint-Germain-du-Plain  | 3.450            | 1852 Fund der Grabplatte von Bischof Jamblichus; † um 470. |  | D 978       |
| 5         | Grand Limon      | Saint-Germain-du-Plain  | 3.400            | |  | D 978       |
| 6         | Saint-Étienne    | Saint-Étienne-en-Bresse | 1.900            | |  | D 978       |
| 7         | Les Chaillots    | Saint-Étienne-en-Bresse | 1.150            | Schutt von Ziegeln und Backsteinen, Steingefäß, das einem Taufbecken gleicht, was nahelegt, dass sich hier einmal die Dorfkirche befand |  | D 162 D 286 |
| 8         | Putigny          | Saint-Vincent-en-Bresse | 4.625            | Mitte des 19. Jahrhunderts war die Straße in den ausgedehnten Waldgebieten noch sichtbar und wurde durch Gaspard wie folgt beschrieben: Sie ist 15 bis 16 Meter breit, bombiert und 60 bis 80 Zentimeter über den Boden erhöht. Sie ist mit 30 bis 40 Zentimeter mit Humus bedeckt und darnach mit 10 bis 12 Zentimeter Kieselsteinen. Es wurde nicht der übliche Unterbau gefunden, bestehend aus statumen, rudus und nucleus (Konstruktion der Römerstraße). Diese Besonderheit ist wohl auf die Tatsache zurückzuführen, dass die Bresse weitgehend aus Schwemmland besteht und Steine eigentlich nicht vorkommen. Um 1800 wurde von Grivaud de la Vincelle (1762–1819) eine bronzene Figurine oder Statuette gefunden, die einen gallischen oder germanischen Gefangenen darstellt, nackt, die Hände auf dem Rücken zusammengebunden, mit wallendem Bart, borstigen Haaren, grimmigem Gesicht, voller Hass und Wut, der sich bemüht, seine Fesseln abzustreifen. In der näheren und weiteren Umgebung wurden Münzen aus der hohen Kaiserzeit (27 v. Chr.–284/285) gefunden, Mühlsteine von Handmühlen, Hiebwaffen, Kandaren, Hufeisen, eine Tonamphore, Reste zahlreicher Häuser, römische Ziegel etc. Es bestand eine erhöhte Motte, umgeben von zwei konzentrischen Gräben und in der Giebelfassade der Kirche steht eine Figur von Janus mit zwei Köpfen als Steinrelief. |  |             |
| 9         | Vèvre            | Saint-Vincent-en-Bresse | 825              | |  |             |
| 10        | Charmoissy       | Montret                 | 1.850            | Degen mit zwei Klingen |  |             |
| 11        | La Gauberge      | Branges                 | 2.150            | 1846 beim Étang Guyon ein Gold-Écu von Henri II, als Dauphin von François Ier, womit belegt ist, dass die Straße im 16. Jahrhundert noch in Gebrauch war. |  |             |

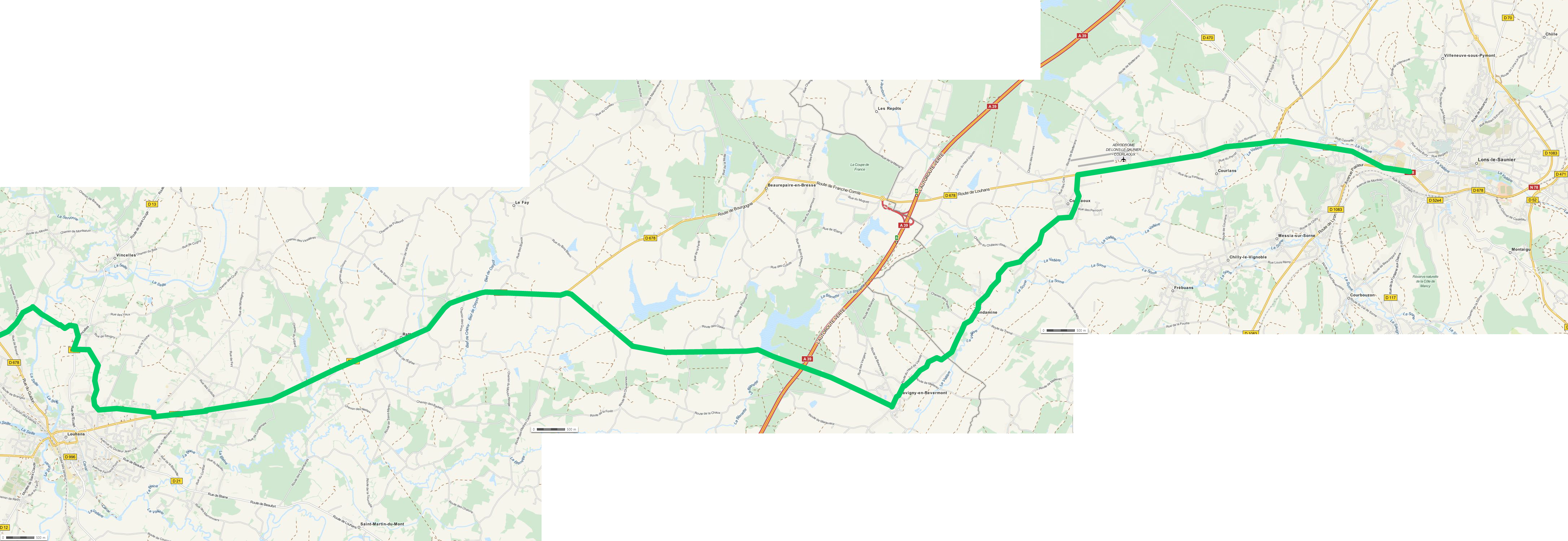
Römerstraße Chalon–Lons, Teilstück Louhans–Lons

| 12        | Branges          | Branges                 | 6.350            | |  |             |
| 13        | Les Brenets      | Louhans                 | 1.800            | Louhans trägt einen keltischen Namen, Lovincum. Man fand römische Münzen, ein Lararium, bestehend aus einem kupferverzierten Eisenkoffer, enthaltend kleine Bronzestatuetten; schon vor dem 12. Jahrhundert bestand ein Hafen, mehrere Römerstraßen liefen hier zusammen. Rund 2 Kilometer nördlich der Stadt liegt Brenets (lateinisch Bronaycum). Hier wurden Schutt von römischen Bauten gefunden, eine Grabkammer, Reste einer steinernen Säule, Helme, Degen, Piken etc. Es finden sich Reste einer Brücke über die Seille und ein benachbartes Feld heißt Pré du Port. Es ist anzunehmen, dass die Straße von Chalon-sur-Saône die Seille in Brenets überquerte und nur ein Zweig nach Louhans führte. So führte sie direkt nach Château-Renaud, das damals wichtiger war als Louhans. Auch dort finden sich unzählige Fundstücke. |  | D 978       |
| 14        | Châteaurenaud    | Louhans                 | 2.575            | |  |             |
| 15        | Aux Gruyères     | Louhans                 | 1.625            | |  | D 678       |
| 16        | Ratte            | Ratte                   | 4.525            | |  | D 678       |
| 17        | Le Pontot        | Le Fay                  | 2.350            | |  | D 678       |
| 18        | Bourg de Savigny | Savigny-en-Revermont    | 7.700            | Als 1760 der Étang des Clayes ausgetrocknet wurde, wurden Reste der gepflasterten Römerstraße gefunden. |  | D 30        |
| 19        | Condamine        | Condamine               | 2.375            | am Straßenrand, Ruinen einer großen Zahl von Häusern mit vielen Ziegeln und anderen Funden; |  | D 306       |
| 20        | Nilly            | Courlaoux               | 1.650            | eine Medaille von Faustinus (273/274) |  | D 20        |
| 21        | Les Teppes       | Courlaoux               | 1.875            | beim Schloss eine Platte mit Figuren eines Wehrgehänges, bedeutend älter als aus der Feudalzeit und in Châtillon eine Schutzburg für die Straße |  | D 20        |
| 22        | Courlans         | Courlans                | 2.400            | die Straße trägt den Namen Vie de Lion, Rue des Mulets, ein Weiler heißt en Perrée, gefunden wurden verschiedene Rüstungen, Schwerter, Gräber, römische Medaillen |  | D 678       |
| 23        | Montomorot       | Montmorot               | 3.300            | Ruinen eines Palastes oder herrschaftlichen Villa, Säulenfragmente, Mosaike, Marmorfliesen, Ziegel römischen Inschriften, Münzen der hohen (27 v. Chr.–284/285) und niederen Kaiserzeit, eine Statuette von Diana, eine Goldschmiede-Kratzbürste (gratte-bosse) mit feinen Messingborsten, Ecken und Löffel aus Bronze, Figurinen, Aquaeduktröhren aus Terrakotta, Wasserkrüge, Äxte aus Jade. An einem anderen Fundort der Gemeinde wurde eine griechische Goldmünze von Philipp, König von Mazedonien gefunden. |  | F 678       |
| 24        | Lons-le-Saunier  | Lons-le-Saunier         | 1.000            | Die Grabungen in Lons in 4, 5 und 7 Meter Tiefe, förderten Ruinen einer recht großen Stadt zutage, abgebrannt und zerstört Mitte des 4. Jahrhunderts. Bauschutt, römische Ziegel, Säulenfragmente, Aschenurnen, Gräber mit Waffen neben den Skeletten, Mühlsteine von Handmühlen, Vasen aus Terra Campana, Dreifuß aus Bronze, Statuette eines Fauns aus rotem Kupfer, konsularische und kaiserliche Münzen aus Gold oder Bronze, von Augustus (27 v. Chr.–14n.Chr.), Nero (54–68), Hadrian (117–138), Maximian (286–305) und Konstantin (306–337). Das keltische Ledon war mit seinen Salinen auf Straßen angewiesen, um das Salz in den Handel zu bringen. |  | D 678       |
|           |                  |                         | 67,8 km          | |  |             |

## Straße von Lons-le-Saunier nach Chalon-sur-Saône über die Brücke von L’Étalet
Einige Historiker erwähnen eine Römerstraße, die von Chalon-sur-Saône nach Lons-le-Saunier, über die Brücke L’Étalet führte. Sie soll über Le Tartre, Nance, Bletterans und Villevieux Montmorot erreicht haben. Die Existenz dieser Straße von Chalon bis Brücke L’Étalet, scheint zweifelhaft, wie M. Gaspard feststellt. Die aktuelle Straße wurde 1777 gebaut, der Autor folgte der Straße auf ihrem Westast, ohne jedoch auf Spuren einer Römerstraße zu stoßen oder Weilern oder Fluren zu begegnen, die Namen trugen, die auf das Bestehen einer Straße oder römische Siedlungen hindeuten. Es sind ebenso wenig archäologische Funde aus der Gegend bekannt, durch die die Straße geführt hätte.
Hingegen ist der Ostast der Straße so gut wie sicher, sie wurde erwähnt als Vie Renaud, Grande Vie, Voie de Lion, Grande Charrière, Grand Chemin de Chalon, Grand Chemin de Lons-le-Saunier. Es ist davon auszugehen, dass die Straße bis zur Brücke in L’Étalet führte, und die Wege nach Süden, Norden oder Westen gegeben waren. Die Bauzeit der Straße dürfte Mitte des 3. Jahrhunderts liegen. Die Römerstraße wurde in moderner Zeit ersetzt durch die Départementsstraße D970.

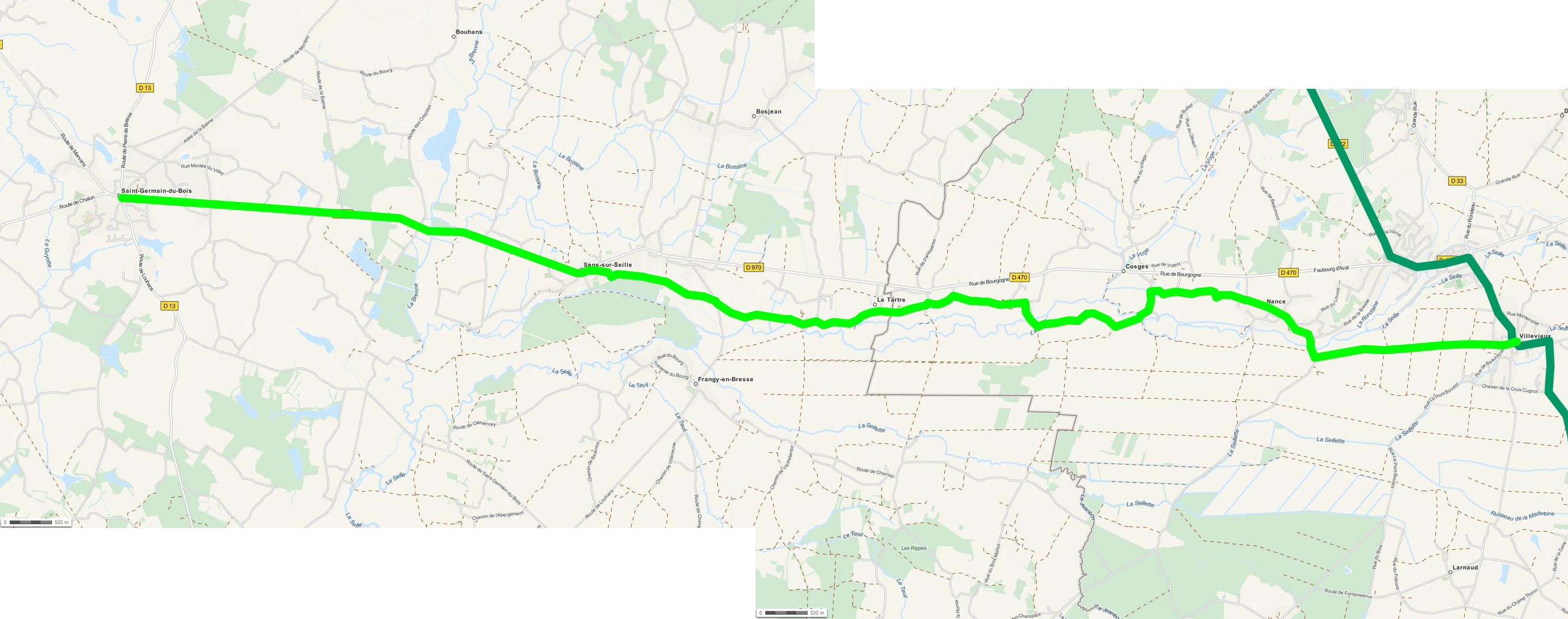
Römerstraße Lons–L’Etalet

| Abschnitt | Weiler                | Gemeinde              | Distanz in Meter | Funde |  | Heute N° |
| --------- | --------------------- | --------------------- | ---------------- | --- |  | -------- |
| 1         | Villevieux            | Villevieux            | 0                | |  |          |
| 2         | Nance                 | Nance                 | 3.225            | In Nance brauchen die Bauern die Straße noch als Zufahrtsstraße zu den Felden. Römische Münzen von Kaiser Philippus (244–249), sowie konsularische Münzen, ferner Leisten, Fliesen, Granitplatten, Amphoren, Urnen, Tonscherben, Bronze-Fragmente |  |          |
| 3         | Cosges                | Cosges                | 1.675            | |  |          |
| 4         | Moulin de Jousseau    | Cosges                | 2.075            | |  |          |
| 5         | Le Tartre             | Le Tartre             | 1.825            | Bronze-Gruppe bestehend aus einer Diana mit drei Hunden |  |          |
| 6         | Gommerand             | Le Tartre             | 850              | |  |          |
| 7         | Sens                  | Sens-sur-Seille       | 2.925            | |  |          |
| 8         | Brücke L’Étalet       |                       | 2.000            | |  | D 970    |
| 9         | Saint-Germain-du-Bois | Saint-Germain-du-Bois | 3.800            | |  | D 970    |
|           |                       |                       | 18,4 km          | |  |          |

## Straße von Bellevesvre nach Lons-le-Saunier

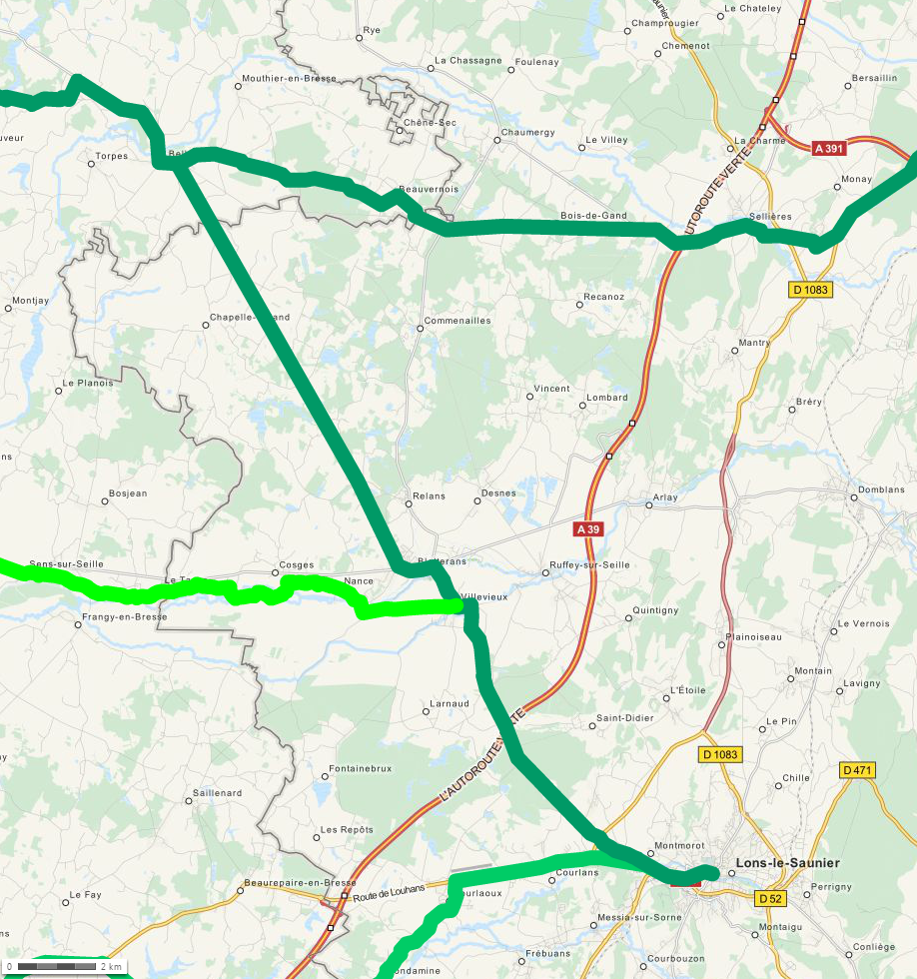
Römerstraße Bellevesvre–Lons

Angeblich wurde die Straße in der Gegend von Montmorot und Lons-le-Saunier Vie de Lion genannt wurde, was mit dem alten Namen von Lons (Ledo salinarius) zusammenhängen soll. Aufgrund der Funde ist anzunehmen, dass die Straße nach der Zeitenwende entstand, eher im dritten oder vierten Jahrhundert. Ein Grund für die Erstellung mag darin liegen, dass die Römer die Verkehrswege in innergallische Gebiete verbessern wollten, um den Salztransport von Lons-le-Saunier zu erleichtern. Bellevesvre war ein wichtiges Zentrum und war Kreuzung von mehreren Römerstraßen, so dass von dort aus eine große Zahl von Destinationen erreichbar waren.
Die Straße war offensichtlich lange in Gebrauch, sie wurde später saniert und 1813 als N° 2 bezeichnet. Später bildete sie einen Teil der RN 470, heute heißt sie D122

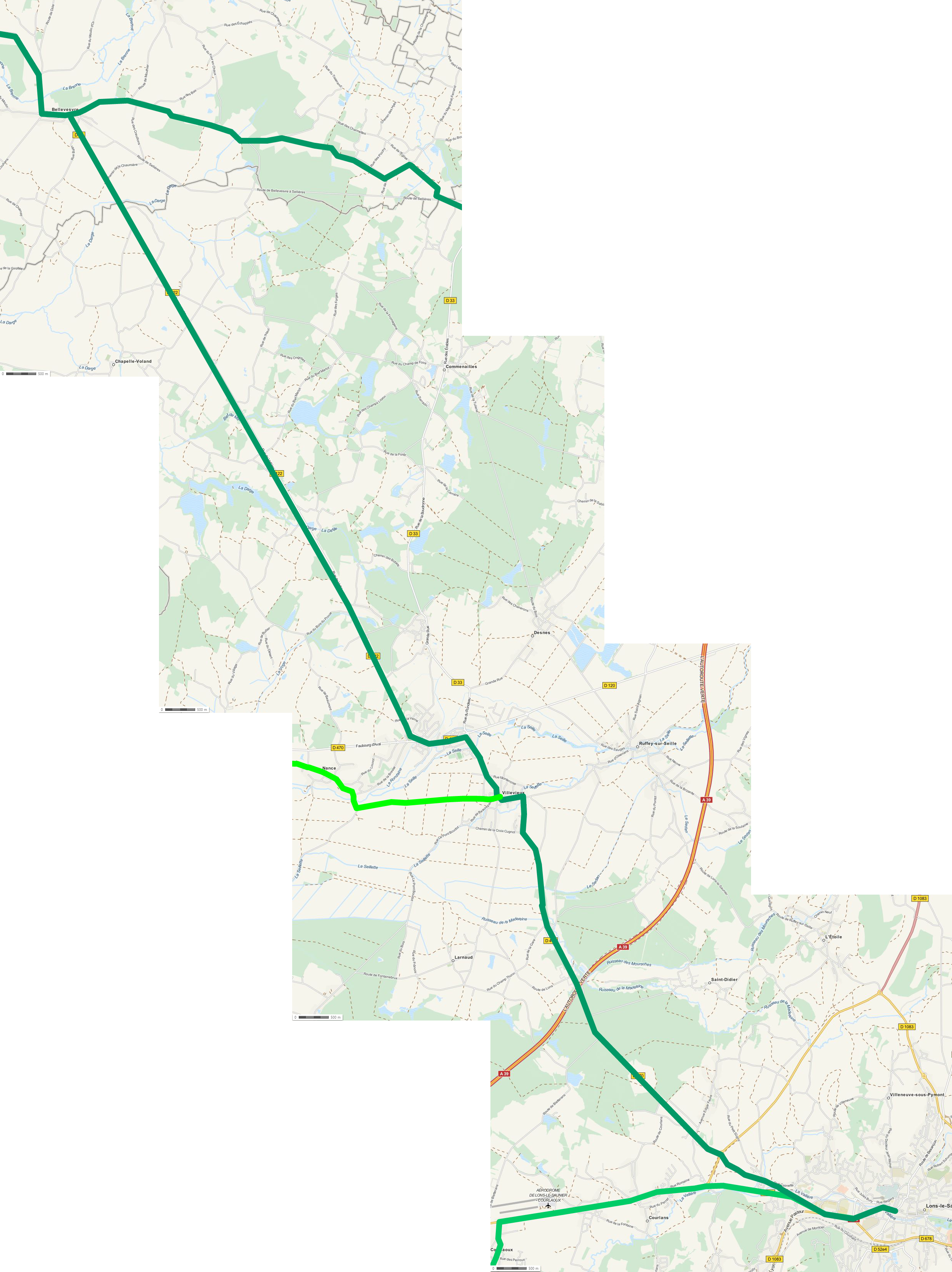
Römerstraße Bellevesvre – Lons

| Abschnitt | Weiler           | Gemeinde        | Distanz in Meter | Funde |  | Heute N° |
| --------- | ---------------- | --------------- | ---------------- | --- |  | -------- |
| 1         | Bourg            | Bellevesvre     |                  | |  |          |
| 2         | Vaivre           | Chapelle-Voland | 2.400            | Gold- und Silbermünzen der Hohen (27 v. Chr.–284/285) und Niederen Kaiserzeit, insbesondere von Kaiser Valentinian III. (425–455). Zwei Motten mit Gräben, möglicherweise Kastelle. |  | D 73     |
| 3         | Bois de Vallière | Relans          | 8.150            | Spuren eines großen Feuers, 1847 zahlreichen Funde, darunter ein Bronzekandelaber mit drei Armen |  | D 73     |
| 4         | Bletterans       | Bletterans      | 2.500            | |  | D 73     |
| 5         | Bourg            | Villevieux      | 1.650            | |  | D 470    |
| 6         | Le Gravier       | Larnaud         | 2.300            | |  | D 470    |
| 7         | Montmorot        | Montmorot       | 5.625            | Ruinen eines Palastes oder herrschaftlichen Villa, Säulenfragmente, Mosaike, Marmorfliesen, Ziegel römischen Inschriften, Münzen der hohen (27 v. Chr.–284/285) und niederen Kaiserzeit, eine Statuette von Diana, eine Goldschmiede-Kratzbürste (gratte-bosse) mit feinen Messingborsten, Ecken und Löffel aus Bronze, Figurinen, Aquaeduktröhren aus Terrakotta, Wasserkrüge, Äxte aus Jade. An einem anderen Fundort der Gemeinde wurde eine griechische Goldmünze von Philipp, König von Mazedonien gefunden.                                   |  |          |
| 8         | Lons-le-Saunier  | Lons-le-Saunier | 2.500            | Die Grabungen in Lons in 4, 5 und 7 Meter Tiefe, förderten Ruinen einer recht großen Stadt zutage, abgebrannt und zerstört Mitte des 4. Jahrhunderts. Bauschutt, römische Ziegel, Säulenfragmente, Aschenurnen, Gräber mit Waffen neben den Skeletten, Mühlsteine von Handmühlen, Vasen aus Terra Campana, Dreifuß aus Bronze, Statuette eines Fauns aus rotem Kupfer, konsularische und kaiserliche Münzen aus Gold oder Bronze, von Augustus (27 v. Chr.–14n.Chr.), Nero (54–68), Hadrian (117–138), Maximian (286–305) und Konstantin (306–337). |  |          |
|           |                  |                 | 25,1 km          | |  |          |

## Straßenzweige oder unsichere Straßen

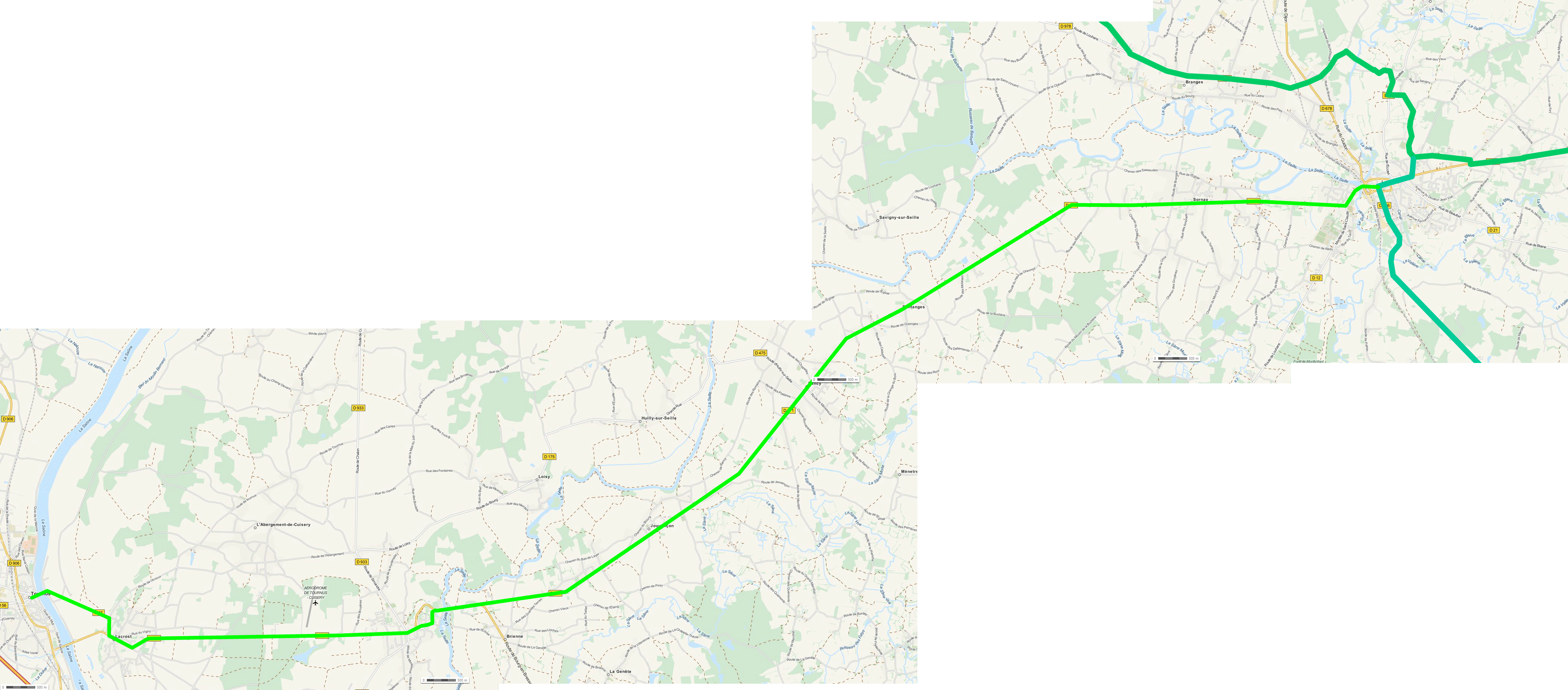
Römerstraße Louhans–Tournus

### Straße von Louhans nach Tournus
Man vermutet, dass eine Römerstraße von Louhans nach Tournus führte, zwei keltische Städte. Aber es wurden bis heute keine Überreste gefunden, sie wurde durch die Départementsstraße D971 ersetzt. Sie wäre rund 27 Kilometer lang gewesen. Archäologische Funde wurden in Sornay und Bantanges gemacht, Jouvençon geht mit Sicherheit zurück auf eine keltische Besiedlung, wodurch das Bestehen dieser Straße plausibel wird.

### Straße von Louhans nach Romenay

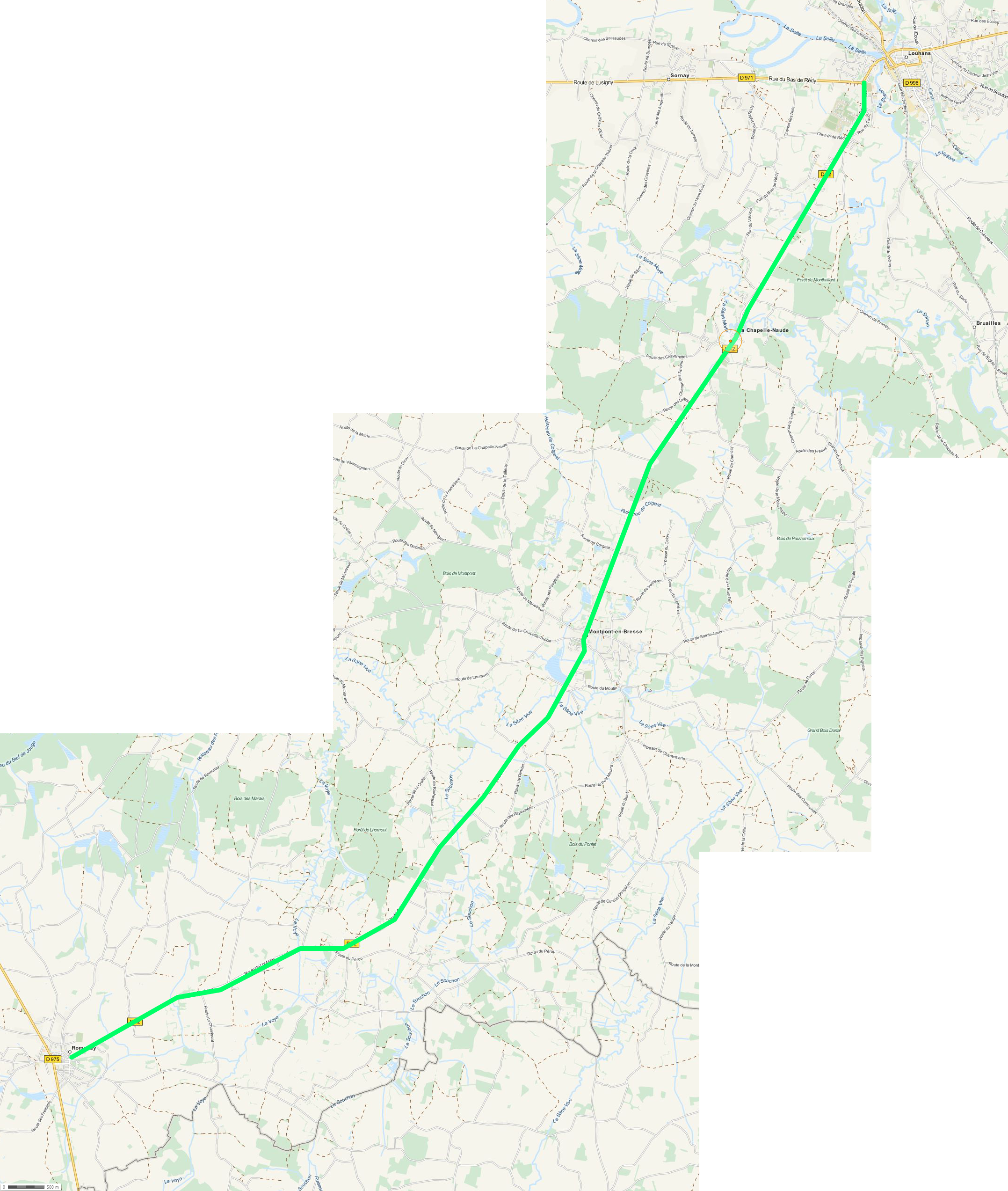
Römerstraße Louhans–Romenay

Ähnlich ist es mit der Straße von Louhans nach Romenay, einer kleinen Stadt mit bezeichnendem Namen. Man findet noch Reste in Montpont mit der lokalen Überlieferung, diese Straße sei das Werk der Römer. Sie ist heute ersetzt durch die Départementsstraße D12. Während der Erstellung 1837 wurden Münzen von Faustinus in La Chapelle-Naude gefunden, ein Ort mit keltischem Namen und einem Weiler namens Citadelle. Sie wäre etwa 19,4 Kilometer lang gewesen. Die Münzfunde lassen auf eine Bauzeit Ende des 3. Jahrhunderts schließen.

### Straße von Louhans über Pierre-de-Bresse nach Tavaux

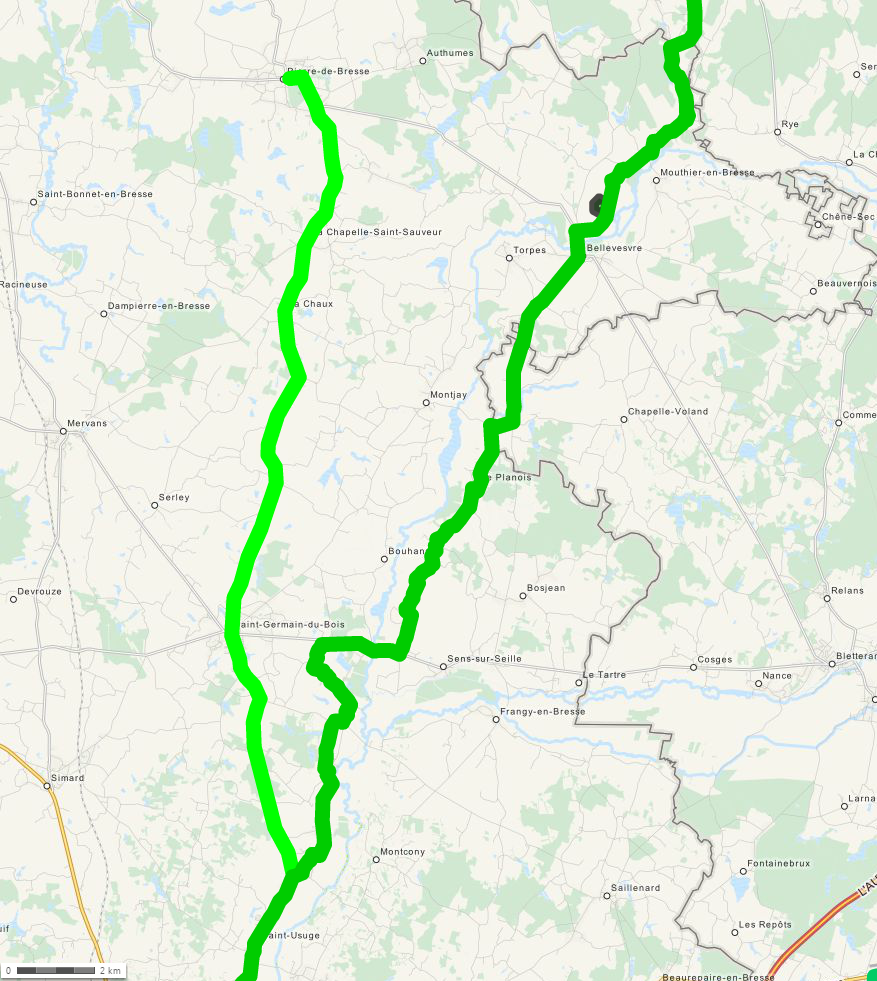
Römerstraße Zweig Louhans–Pierre

Nebst der Römerstraße von Louhans nach Bellevesvre bestand eine weitere von Louhans Richtung Pierre-de-Bresse, die dort ihre Fortsetzung nach Tavaux fand. Es finden sich keine Angaben über die detaillierte Straßenführung und über archäologische Funde. Der Verlauf dieser Straße ist typisch für die römischen Technik der Straßenführung. Die Orte, die durchzogen werden, weisen sehr häufig gallorömische Namen auf (Vincelles, Saint-Germain-du-Bois, Bouhans, La Chaux, La Balme) was darauf hinweist, dass mit dem Bau der Straße eine Besiedlung erfolgte. Ein weiteres Argument für diese Straßenführung ist die Tatsache, dass auf der gesamten Strecke kein einziges größeres Gewässer zu überqueren ist.
Die Straße ist heute ersetzt durch die Départementsstraße D13 von Louhans über Saint-Germain-du-Bois nach Pierre-de-Bresse. Die Straße wäre nach dieser Beschreibung etwa 22,8 Kilometer lang gewesen.

### Zweig von Saint-Marcel nach Lux

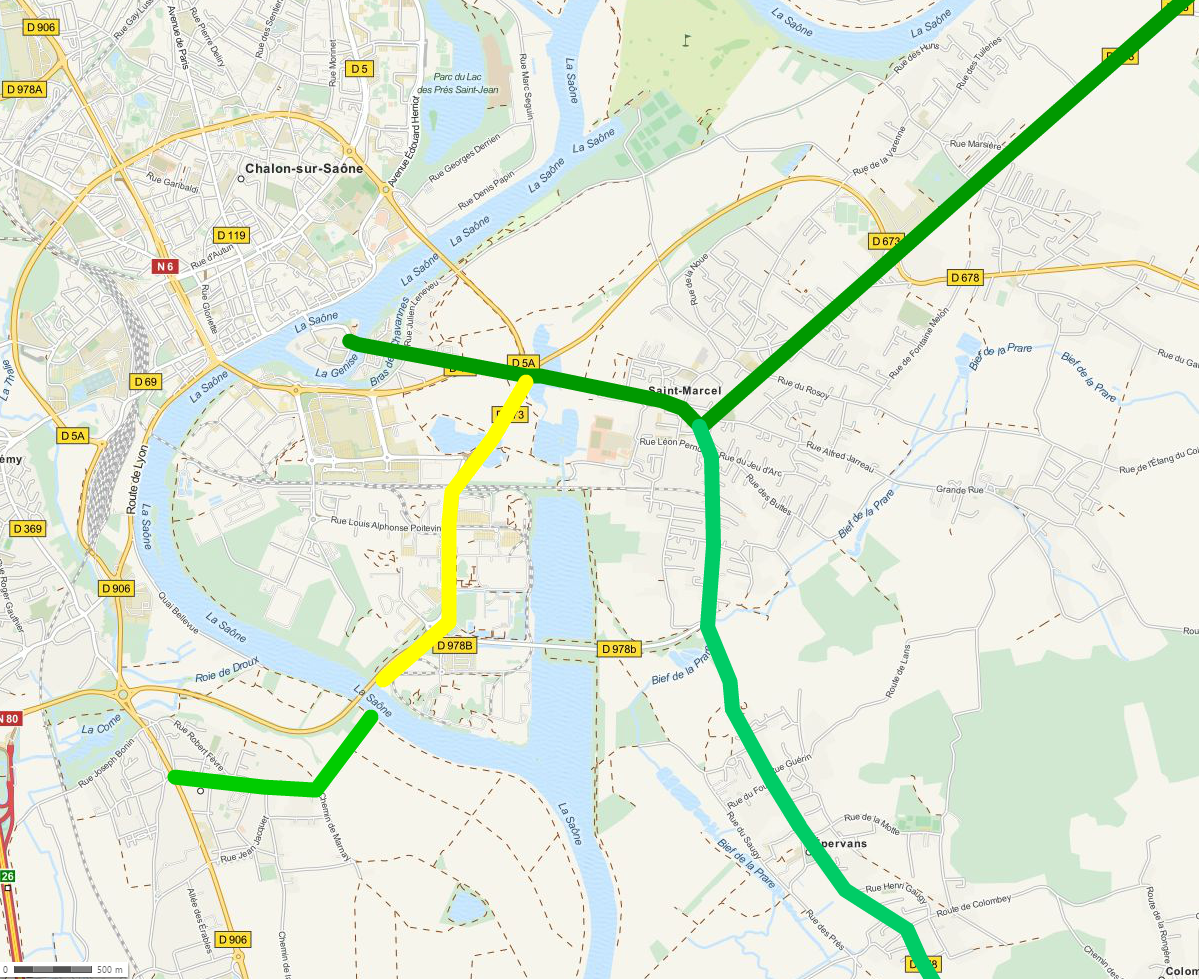
Römerstraße Zweig von Saint-Marcel nach Lux (westliches Straßenstück), gelb: genaue Straßenführung unbekannt

Eine ungepflasterte Straße, nur aus Erde, ungefähr einen Meter hoch, führte direkt von Saint-Marcel zum Port-Guillot an der Saône und von dort nach Lux. Es ist anzunehmen, dass es sich dabei um ein römisches oder keltisches Bauwerk handelt. Entlang dieser Straße sind keine archäologischen Funde bekannt, man weiß auch nicht genau, zu welchem Zweck die Straße erstellt wurde und wohin sie eigentlich führte. Port-Guillot besitzt weder Fähre noch Brücke, es wird nichts angeliefert, es befand sich dort nur ein einziges Haus und ist lediglich bekannt wegen einer Geschichte aus 1634, zwischen König Louis XIII und der Bäuerin von Port-Guillot. Lux ist ein bedeutungsloser Ort, sein Name geht zurück auf lucus (nicht lux = Licht) also geweihter Hain (wie auch Saint-Emilan-de-Luc und Luc in der Dauphiné). Die Straße ist in der beschriebenen Form 4,125 Kilometer lang.

### Zweig von Charnay-lès-Chalon nach Saunières

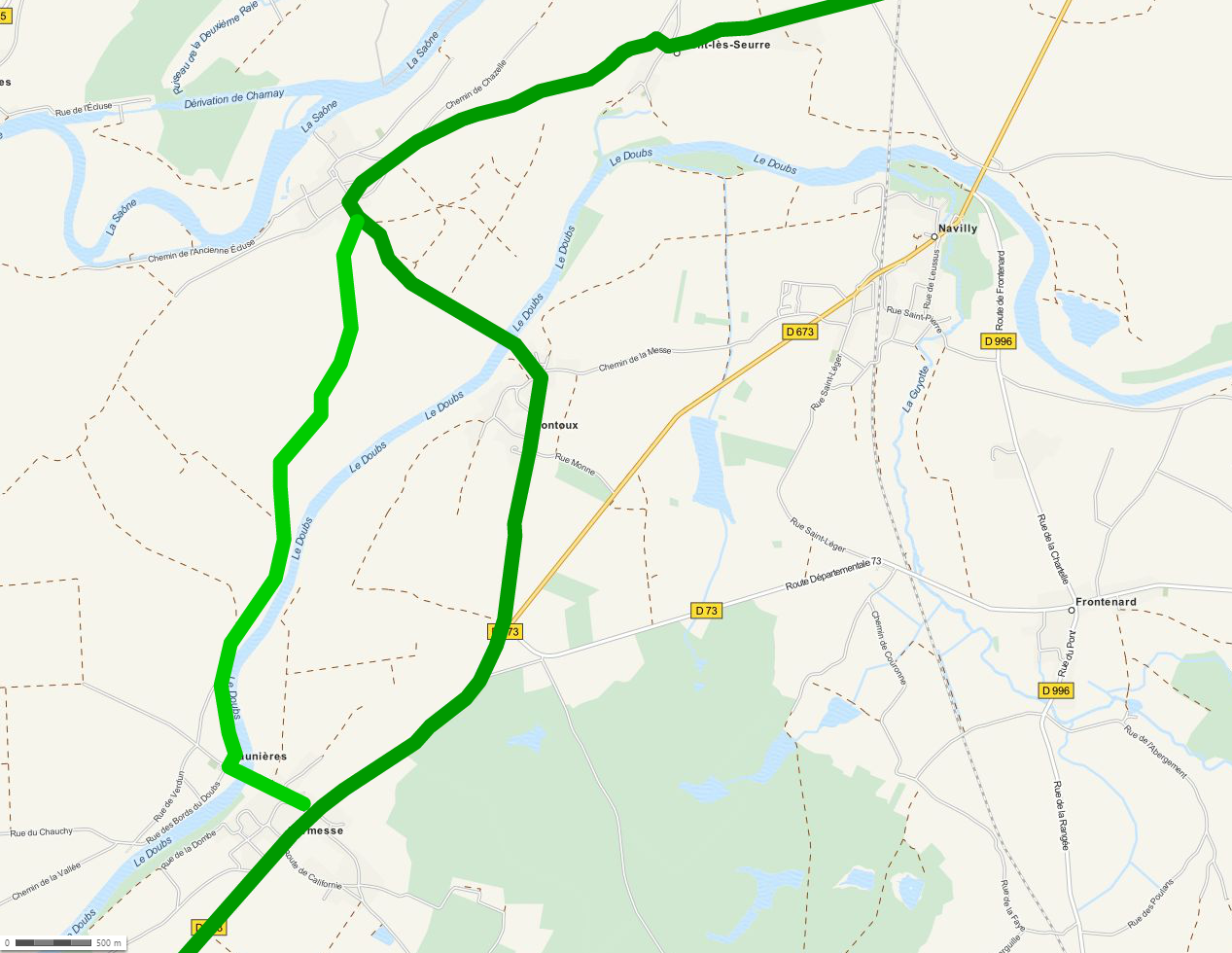
Römerstraße Zweig Charnay–Saunières

Man findet Spuren einer Römerstraße von Charney-lès-Chalon nach Süden bis zu einer Brücke über den Doubs in Saunières, gegenüber Sermesse, wo sich heute weder ein Hafen noch eine Fähre befindet. Möglicherweise führte sie weiter nach Verdun-sur-le-Doubs mit dem Südast und nach Seurre mit dem Nordast. Somit hätten in kurzer Distanz zwei Brücken über den Doubs bestanden, eine in Saunières und eine in Pontoux. Cassini zeigt die Straße mit einer Brücke nach Sermesse, demgegenüber zeigt die Generalstabskarte 1820–1866 keine Brücke, hingegen eine Fähre im Norden der Siedlung.
Keine Dokumente weisen auf eine Brücke in Charnay hin, obwohl mannigfaltige Reste keltischen und römischen Ursprungs gefunden wurden. Lediglich auf der Westseite des Flusses, gegenüber Chazelles, einem Weiler von Mont-lès-Seurre, findet sich ein Flurname Deffoy, ein Name, der auf eine Festung hindeuten könnte, die eine Brücke oder eine Fähre bewachte. Die Länge der so beschriebenen Straße beträgt 4,675 Kilometer.

### Zweig von Pierre-de-Bresse über Fretterans nach Annoire oder über Lays-sur-le-Doubs nach Pourlans
In Fretterans hat angeblich eine Straße bestanden, die den Doubs durchquert habe. Bei tiefem Wasserstand seien im 19. Jahrhundert noch Fundamentreste sichtbar gewesen. Bei diesem Teilstück muss es sich um einen Zweig gehandelt haben, der Pierre-de-Bresse mit Annoire verband. In der anderen Richtung zog sich eine Straße von Terrans nach Lays-sur-le-Doubs, wo der Doubs überquert wurde, um nach Pourlans, Longepierre oder Clux-Villeneuve zu gelangen. Die genaue Lage dieser Straßenzweige ist unbestimmt.
Durchaus wahrscheinlich ist das Bestehen einer Straße von Pierre-de-Bresse über Fretterans nach Pourlans, sie wäre 9,7 Kilometer lang gewesen. Ein Übergang bei Annoire über den Doubs ist jedoch sehr unwahrscheinlich, wenn berücksichtigt wird, wie unkontrollierbar der Fluss in diesem Gebiet heute noch ist.

### Zweig von Villevieux nach Louhans
Unter dem Namen Chemin de Montceau oder Rue des Aiguis habe eine weitere Verbindung bestanden, die von Villevieux nach Louhans geführt habe. Gaspard beschreibt ihren Verlauf als von Villevieux ausgehend, über Larnaud, Nance, Frangy-en-Bresse, Saillenard, Le Fay nach Ratte, wo sie in die Straße Louhans–Lons mündete. Dabei deckt sich der Verlauf zwischen Villevieux bis Frangy mit dem Verlauf der Straße Lons–L’Étalet und es ist davon auszugehen, dass hier lediglich eine weitere Nord-Süd-Verbindung zwischen diesen beiden Straßen bestand. Dass sie Larnaud berührt habe, ist auszuschließen. Das beschriebene, zusätzliche Teilstück wäre etwa 22 Kilometer lang gewesen.

### Zweig von Ouroux nach La Colonne

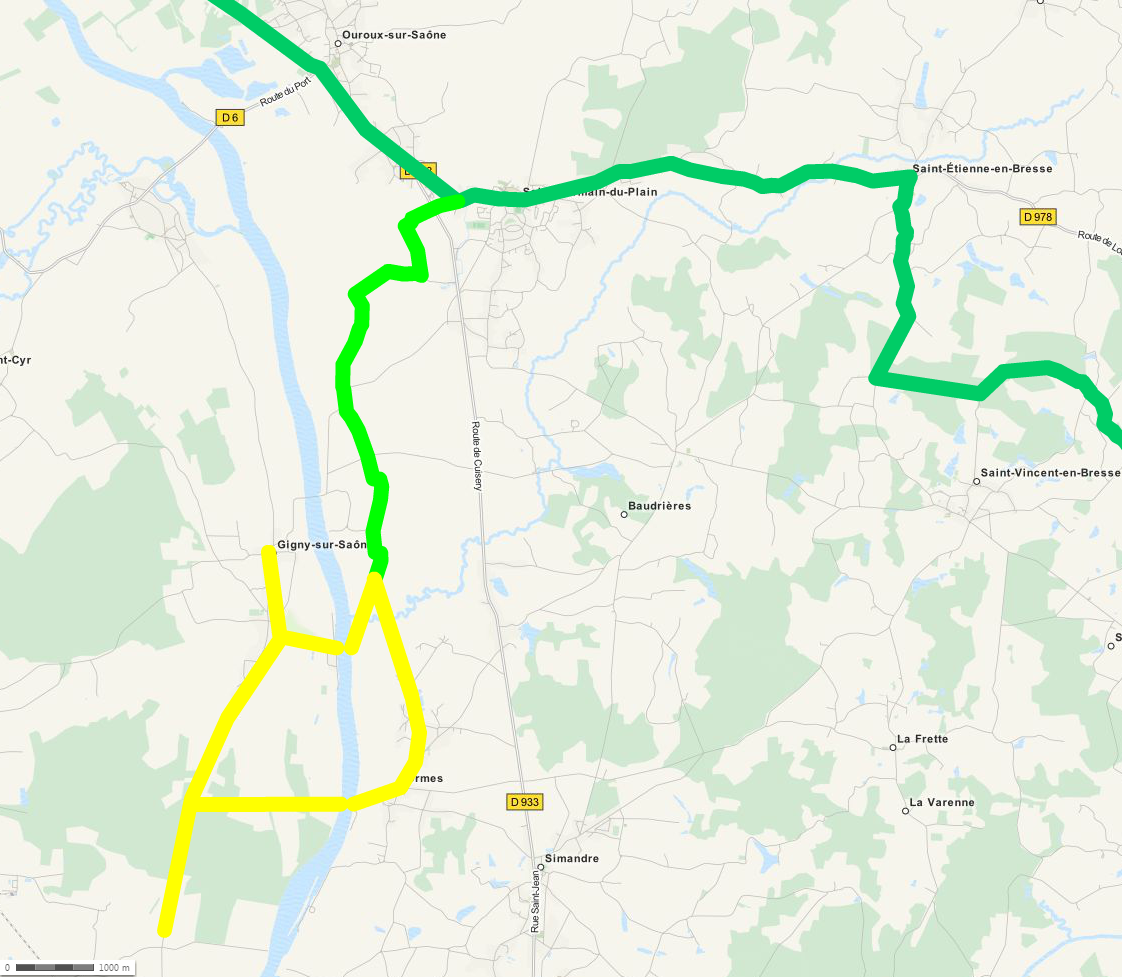
Römerstraße Zweig Ouroux–La Colonne, gelb: genaue Straßenführung unbekannt

Dieser Straßenzweig weist eine Länge von 7,5 Kilometer auf. In Velars, einem Weiler von Ouroux-sur-Saône zweigte die Straße ab, durchquerte die Ebene von Saint-Germain-du-Plain und Thorey und zog sich zum Hafen La Colonne an der Saône. Es war eine Straße aus gestampfter Erde und mit Kies bedeckt, etwa 1,2 Meter hoch und 12 bis 14 Meter breit, sie wurde Le Mur genannt. Sie war so angelegt, dass sie bei Überschwemmungen nicht unter Wasser geriet. Sie überquerte die Saône über eine Brücke bei La Colonne, mündete in andere römische Straße und kreuzte die agrippinische Straße zwischen Lyon und Boulogne, die sie mit Sens-en-Bourgogne bei Sennecey-le-Grand verband. Dort wurden viele Antiquitäten gefunden.
Möglicherweise verlängerte sie sich von La Colonne noch weiter südlich und überquerte den Fluss bei Ormes über eine weitere Brücke und mündete in La Levée des Romains, zwischen den Orten Gigny-sur-Saône und Boyer in die agrippinische Straße.
In jedem Fall durchquerte sie Orte, die zu gallorömischer Zeit bewohnt waren. Tatsächlich hat La Colonne seinen Namen von einem Meilenstein. In Noiry, einem Weiler von Ormes befindet sich Châtelet, wo nicht nur eine Festung zum Schutz der Straße und des Hafens bestand, sondern auch eine beachtliche römische Villa. Man fand große und schöne Trümmerstücke, Säulenfragmente, Marmorplatten, römische Ziegel, Münzen von Alexander Severus (222–235) und Faustinus (273–274). Zudem wurden Mosaikböden gefunden in Noiry und Sens, Weiler von Sennecey-le-Grand. In Thorey wurde ein Stück eines Bronze-Krokodils gefunden.

### Zweig von Chapelle-Voland nach Arlay
Der genaue Verlauf des hier beschriebenen Zweiges kann nicht mehr eruiert werden. Es ist fraglich, ob sie tatsächlich zum ursprünglichen römischen Straßennetz gehörte. Angeblich zweigte sie zwischen Bellevesvre und Chapelle-Voland nach Osten ab, bei Maures einem Weiler und Étang. Sie passierte den Südwesten von Commenailles und gelangte nach Vincent. Von dort zog sie sich weiter südöstlich, bis sie in Saint-Vincent das Städtchen Arlay erreichte. Sie kreuzte die Römerstraße zwischen Lons-le-Saunier und Besançon.
In all diesen Orten wurden Funde gemacht, in Commenailles Ziegel, Baureste der Straße, gallische und griechische Münzen. In Vincent wurde ein Sarkophag aus Zement entdeckt, der ein menschliches Skelett enthielt, zusammen mit Münzen von Antonius (238–244). In Arlay und seinem Vorort Saint-Vincent unzählbare gallo-römische Funde, Ziegel, gallische, griechische, römische Münzen, Mosaike, Säulenfragmente, Vasen, Sarkophage, Statuetten, Inschriften. Die Straße im beschriebenen Verlauf wäre rund 13 Kilometer lang gewesen.
| Gegenstände | Fundorte |
| --- | --- |
| Piroge in der Seille | Bantanges, gefunden 1847 |
| Beile aus Jade | Ratenelle, La Truchère |
| gallische Medaillen oder Münzen | Charnay, Pierre-de-Bresse, Ouroux |
| Ruinen und Bauteile von Tempeln, öffentlichen und privaten Gebäuden, Fundamente, Säulenbruchstücke, Gesimse, polierter Marmor, Mosaik, gepflasterte Straßenstücke | Charnay, Châteaurenaud, Milleure, Ormes, Préty, Sornay |
| Brückenwiderlager | Brenets über die Seille, Pontoux über den Doubs, Ormes über die Saône |
| Waffen aller Art, Schwerter, Dolche, Speere, Pfeil- und Lanzenspitzen, Schilde                                                                                    | Beauvernois, Bellevesvre, Saint-Bonnet-en-Bresse, Brenets, Charnay, Châteaurenaud, Saint-Étienne, Louhans, Montret, Pierre-de-Bresse, Préty, La Truchère, Verdun-sur-le-Doubs                                                                                   |
| Mahlsteine von Handmühlen | Beauvernois, Châteaurenaud, Préty, Saint-Vincent-en-Bresse |
| Verschiedene Gebrauchsgegenstände, wie Messer, Scheren, Koch- und Kupferkessel, Arm- und Halsketten, Fibeln, Hufeisen                                             | Charnay, Châteaurenaud, Saint-Vincent-en-Bresse |
| Römische Medaillen aus Gold, Silber und Bronze aus der Hohen Kaiserzeit und Spätantike                                                                            | Allériot, Saint-Bonnet-en-Bresse, La Chapelle-Naude, Charnay, Châteaurenaud, Cuiseaux, Saint-Germain-du-Plain, Louhans, Milleure, Ouroux-sur-Saône, Pierre-de-Bresse, Verdun-sur-le-Doubs, Saint-Vincent-en-Bresse                                              |
| lateinische Inschriften | Châteaurenaud |
| antike Vasen aus Bronze, Ton und Glas | Charnay, Châteaurenaud, Ouroux-sur-Saône, Verdun-sur-le-Doubs, Saint-Vincent-en-Bresse |
| Ein Lararium, bestehend aus einem kupferverzierten Eisenkoffer, enthaltend kleine Bronzestatuetten von Mars, Pallas Athene und Herkules                           | Louhans |
| Bronzestatuetten und -figuren | Bey (Saône-et-Loire), Châteaurenaud, Louhans, Pierre-de-Bresse, Le Tartre, Saint-Vincent-en-Bresse |
| Ein silberbeschlagener, dreihörniger Bronzestier | Châteaurenaud |
| Bleiklumpen und geschmolzenes Glas | Châteaurenaud, Milleure |
| Eine Steinfigur, Grabstein für ein Ehepaar aus den ersten Jahren des Christentums                                                                                 | Saint-Marcel |
| Ein trogförmiger Sarkophag aus einem Stück Stein | beim Kloster Abbaye-des-Barres bei Saint-Christophe-en-Bresse |
| Graburnen | Brenets, Châteaurenaud, Verdun-sur-le-Doubs |
| Eine Grabkammer, Boden und Gewölbe aus Backstein, in der eine große Zahl von Aschenurnen gelagert waren                                                           | Brenets |
| Grabhügel | Loisy, Simandre, La Truchère |
| Gräber | Pierre-de-Bresse |
| romanische Ziegel- und Backsteine | in fast allen Gemeinden der Bresse, besonders in Charnay, Châteaurenaud, Saint-Étienne, La Frette, Milleure, Montret, Ormes, Ouroux-sur-Saône, Pierre-de-Bresse, Simard, Sornay (Saône-et-Loire), Vérissey, Vincelles (Saône-et-Loire), Saint-Vincent-en-Bresse |
| Erdhügel, mit zwei oder drei konzentrischen Gräben und Wassergraben durchzogen, die als Schutz- und Rückzugsmöglichkeit während der römischen Besatzung dienten   | Beauvernois, La Chapelle-Saint-Sauveur, Ciel, Lessard-en-Bresse, La Madeleine-de-Saint-Martin, La Vernotte-de-Verissey, La Villeneuve, Saint-Vincent-en-Bresse                                                                                                  |